# Culinária da Bélgica

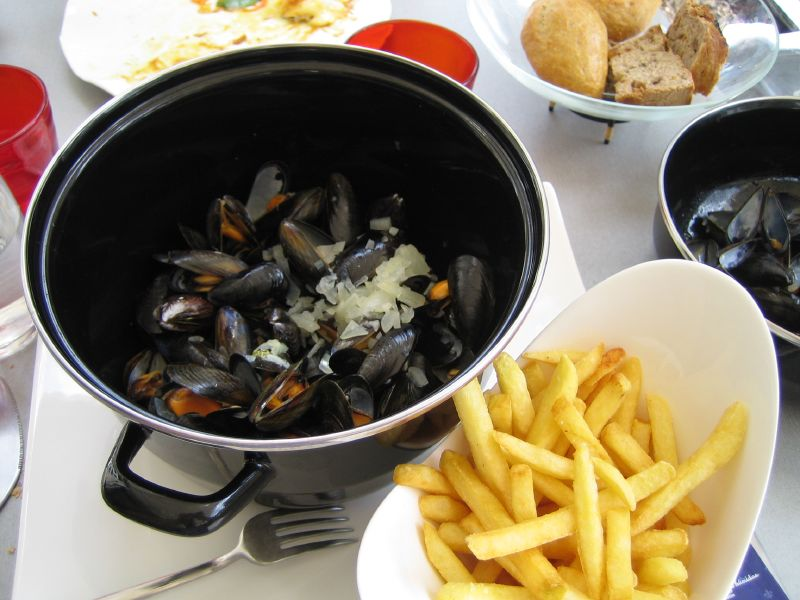
Moules-frites, um dos pratos nacionais da Bélgica

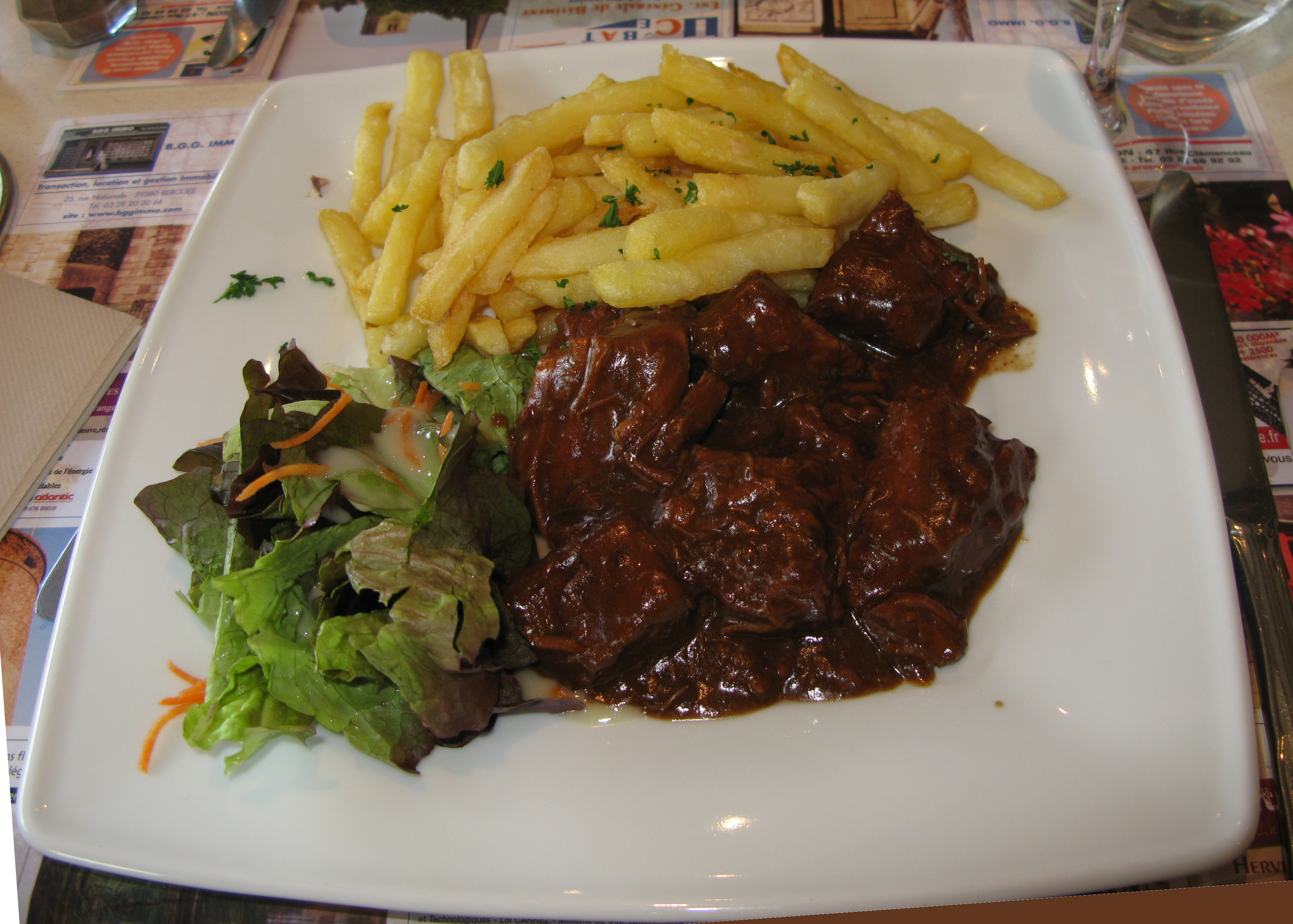
Carbonade flamande, outro prato nacional da Bélgica

A culinária belga é amplamente variada, com variações regionais significativas, ao mesmo tempo que reflete as culinárias da França, Alemanha e Holanda. Costuma-se dizer que a comida belga é servida na quantidade da culinária alemã, mas com a qualidade da comida francesa. Fora do país, a Bélgica é mais conhecida por seu chocolate, waffles, batatas fritas e cerveja.
Embora a Bélgica tenha muitos pratos nacionais distintos, muitos alimentos internacionalmente populares como hambúrgueres e espaguete à bolonhesa também são populares no país, e a maior parte do que os belgas comem também é consumido em países vizinhos. Portanto, a 'culinária belga' geralmente se refere a pratos de origem belga ou àqueles considerados tipicamente belgas.
A cozinha belga valoriza tradicionalmente ingredientes regionais e sazonais. Os ingredientes típicos dos pratos belgas incluem batatas, alho-poró, camarão cinzento, aspargos brancos, chicória belga e cerveja local, além de alimentos básicos europeus comuns, como carne, queijo e manteiga. Os belgas normalmente fazem quatro refeições por dia, com um café da manhã leve, um almoço médio, um lanche e um jantar farto.
A Bélgica tem uma infinidade de pratos e produtos locais, característicos de uma área específica. Os exemplos incluem waterzooi de Gante, o biscoito couque da cidade de Dinant e tarte au riz de Verviers. Embora suas origens locais sejam reconhecidas, a maioria desses pratos é apreciada em toda a Bélgica.

## Cozinha belga

### Aperitivos

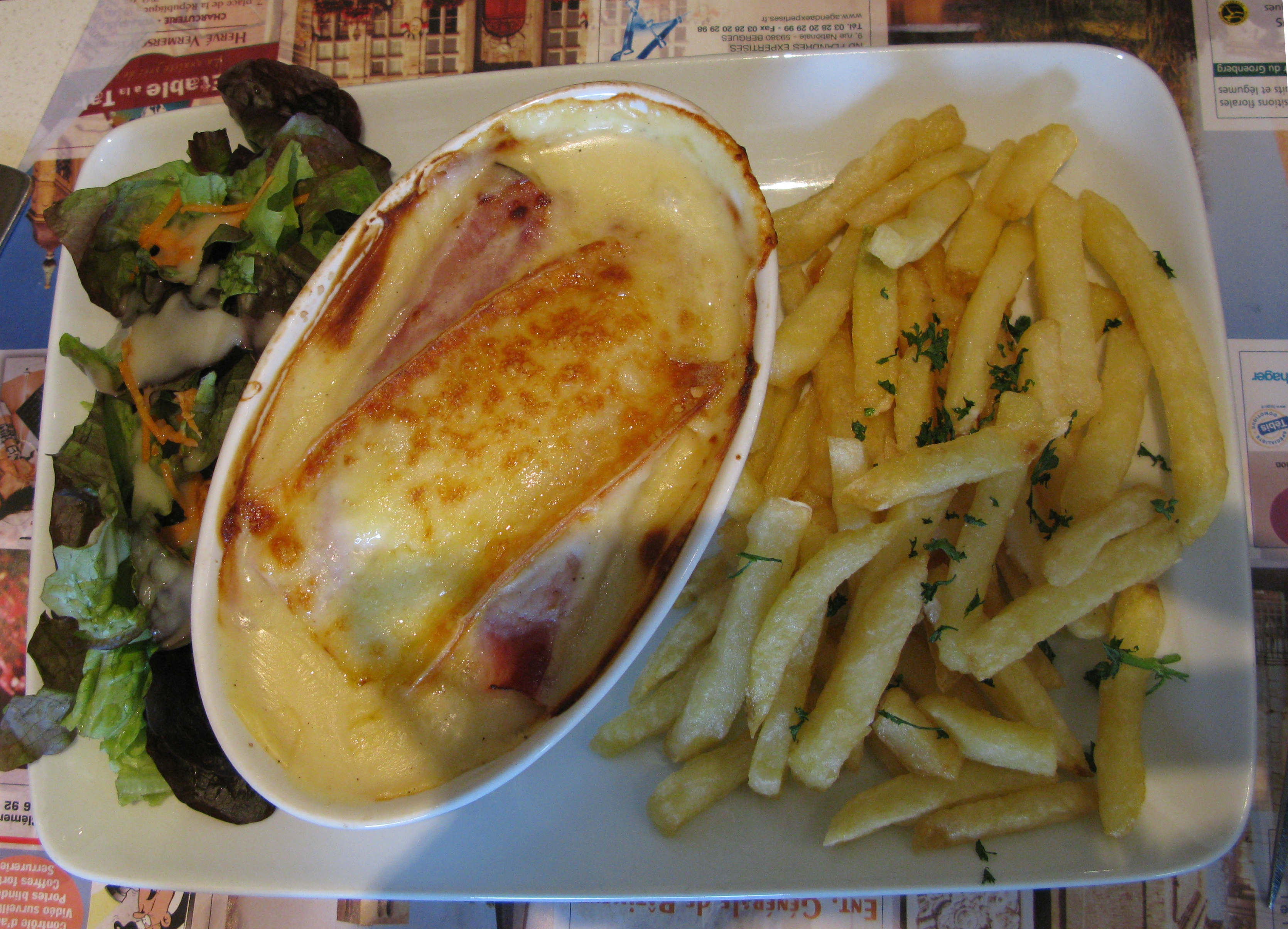
Chicons gratinados

- Tartines / Boterhammen: Fatias de pão rústico e uma pasta descoberta, geralmente patê ou queijo macio, servidos em uma tábua de cortar. Os spreads típicos incluem Americain, Paté e saucisson.
- fr / Presunto Ardeense: nomeadamente presunto fumado e paté, muitas vezes feito de caça, como javali. A região florestal das Ardenas, no sul da Bélgica, é conhecida por esse tipo de comida.
- fr / Luikse salade: uma salada de batata com feijão verde, bacon, cebola e vinagre. Geralmente está associado a Liège .
- Croquetes aux crevettes [fr] / garnaalkroketten: um prato tradicional belga, estes croquetes têm um recheio bechamel espesso e cremoso misturado com camarões cinzentos. Frequentemente servido com uma rodela de limão e salsa frita.
- fr / tomaat-garnaa l: uma especialidade culinária belga, composta por um tomate oco não caçado, recheado com camarões cinzentos descascados e misturado com maionese.

### Pratos salgados

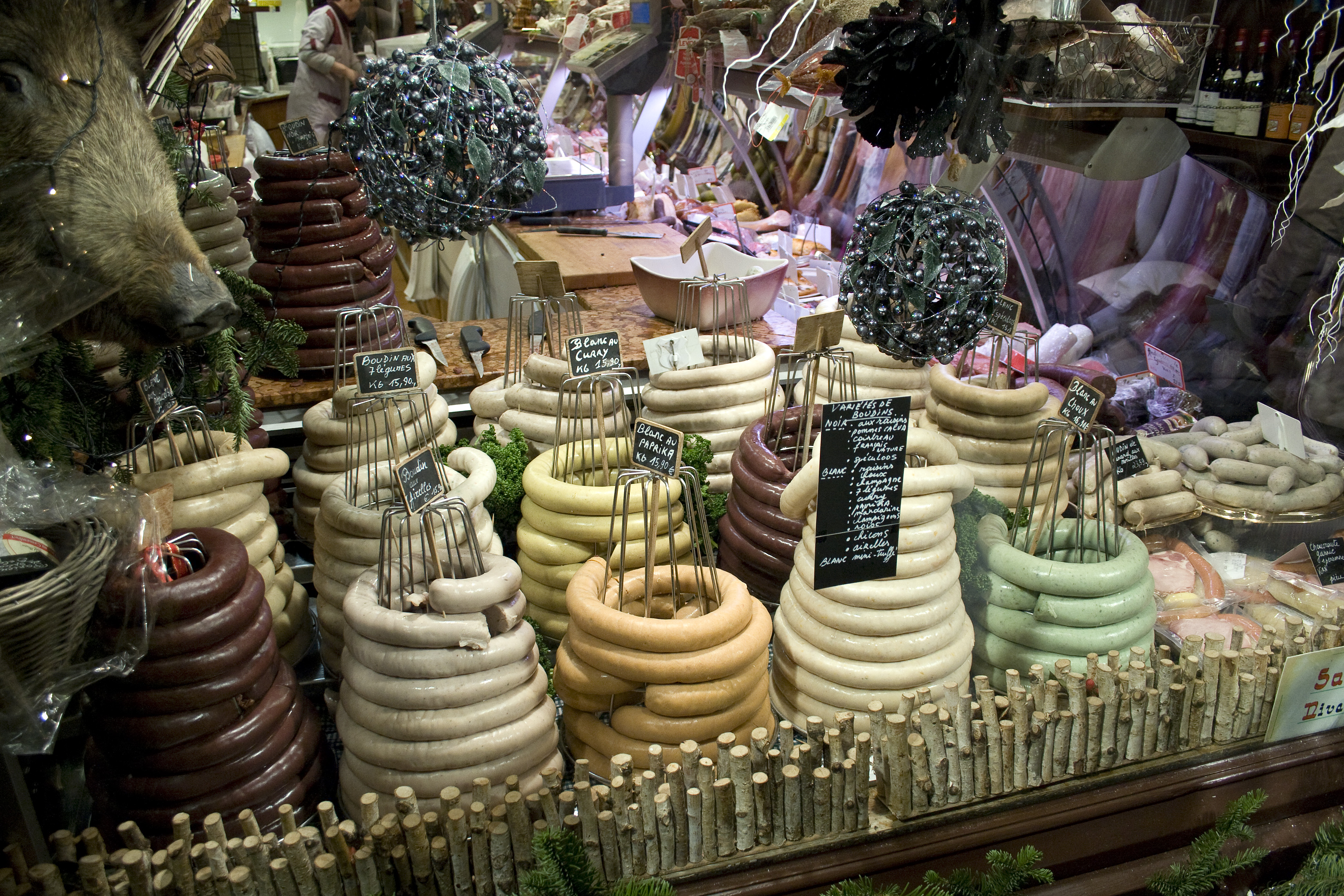
Variedades de boudin (linguiça de sangue) enroladas à venda no Mercado de Natal da Bélgica

- Moules-frites / mosselen met friet: mexilhões cozidos ou no vapor com cebola e aipo servido com batatas fritas. A receita tem sido frequentemente referida como o prato nacional do país[3] mas também é popular na vizinha região Nord da França.
- Carbonade flamande / Vlaamse karbonaden / stoofvlees: um guisado de carne belga, semelhante ao francês Beef Bourguignon, mas feito com cerveja em vez de vinho tinto. Servido com pão ou batata frita e mostarda. Geralmente, é acompanhado de uma cerveja. Este também é considerado um dos pratos nacionais, junto com as moules-frites.
- Steak-frites / biefstuk met friet: um prato muito comum e popular servido nas brasseries de toda a Europa, composto por bife acompanhado de batatas fritas.
- Waterzooi: um guisado rico com sopa de frango ou peixe, vegetais, natas e ovos, geralmente associado à cidade de Ghent.
- Chicons au gratin / gegratineerd witloof: endívias belgas gratinadas em molho bechamel com queijo. Muitas vezes, as endívias são embrulhadas com presunto.
- Kip met frieten en appelmoes: (frango, batata frita e molho de maçã), que é muito comum em Bruxelas.
- Konijn in geuze: coelho em gueuze, uma cerveja fermentada espontaneamente na área em torno de Bruxelas.
- Filé américain: Carne moída finamente picada, comida crua e fria. É espalhada em um sanduíche ou pão com e às vezes coberto com um molho, geralmente com Sauce Américaine, e servido com batatas fritas. Quando servido como jantar, é misturado com cebolas e alcaparras como o steak tartare, mas mantém o nome américain.
- Paling in 't groen: Enguia ao molho verde de ervas aromáticas (incluindo cerefólio e salsa ). Acompanha pão ou batata frita. Geralmente acompanhado por uma cerveja ou (às vezes) um vinho da Alsácia.
- fr: pêssegos em lata ou frescos recheados com uma mistura de atum e maionese, ou seja, salada de atum.
- Boudin / canetas: um tipo de salsicha em que a carne, ou sangue, é misturada com farelo de pão fino que muitas vezes se come com batata e molho de maçã, às vezes comido cru ou no churrasco.
- Stoemp: uma batata que é amassada com vegetais (geralmente cenouras ou repolhos), geralmente servida com linguiças.
- Vol-au-vent: uma pequena caixa oca de massa folhada recheada com frango, cogumelos, pequenas almôndegas cozidas em molho branco e normalmente servido com batatas fritas.
- Boulets liégeois / Luikse balletjes: Duas almôndegas grandes em um molho agridoce chamado "Molho Lapin", servido com batatas fritas belgas.

### Pratos doces e sobremesas

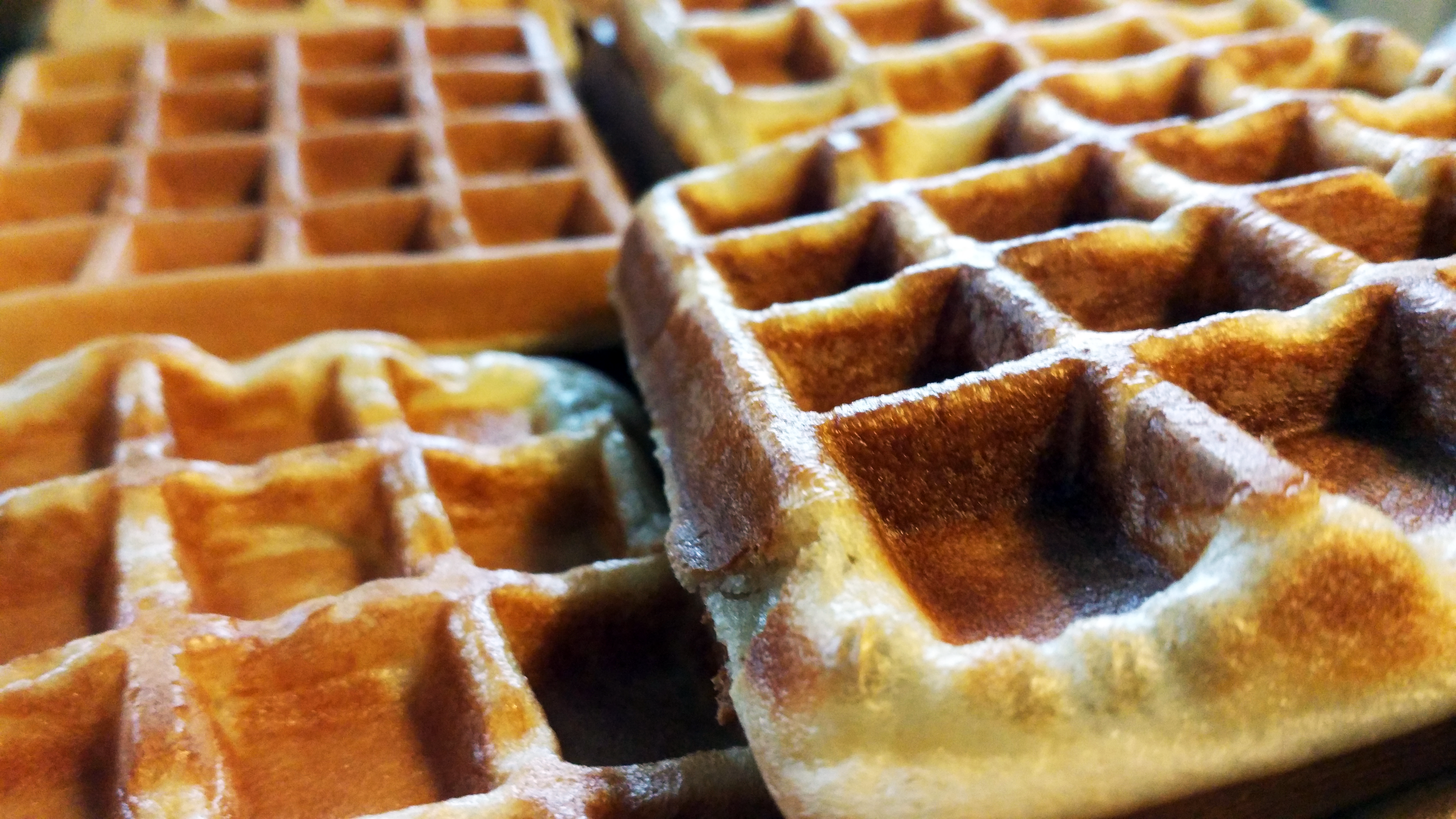
Waffles

- Gaufres / wafels: waffles belgas, às vezes comidos como lanche de rua e vendidos em vans de sorvete. Entre os estilos mais conhecidos estão o Gaufre de Liège ou waffle de Liège, o waffle de Bruxelas e o stroopwafel.
- Speculoos: biscoito de canela shortcrust, tradicionalmente cozido para consumo no ou imediatamente antes do Sinterklaas nos Países Baixos (5 de dezembro), Bélgica (6 de dezembro), e em torno do Natal na Alemanha.
- Croustillons / smoutebollen: bolas fritas de massa doce, consumidas em feiras ou em ocasiões especiais como a feira de outubro.
- Rijstevlaai: uma torta com recheio à base de pudim de arroz, nativa dos Verviers.
- Sirop de Liège / Luikse siroop: uma compota ou pasta gelatinosa feita de sumos de fruta evaporados.
- Cuberdon: um doce roxo em forma de cone feito de goma arábica, originalmente de Ghent.
- Lacas: wafer fino, feito de trigo, cortado em dois horizontalmente, recheado e revestido com calda de açúcar doce aromatizado com flor de laranjeira. Comido geralmente durante a feira de outubro em Liège e o Sinksenfoor na Antuérpia.
- Aalsterse vlaai: uma torta regional da cidade de Aalst, com variações bem conhecidas na área ao redor de Aalst, como Wetteren (Wetterse vlaai)[4] e Kalken (Kalkense vlaai). Um ingrediente-chave é mastellen, um tipo de sanduíche local de Aalst.

## Batatas fritas belgas

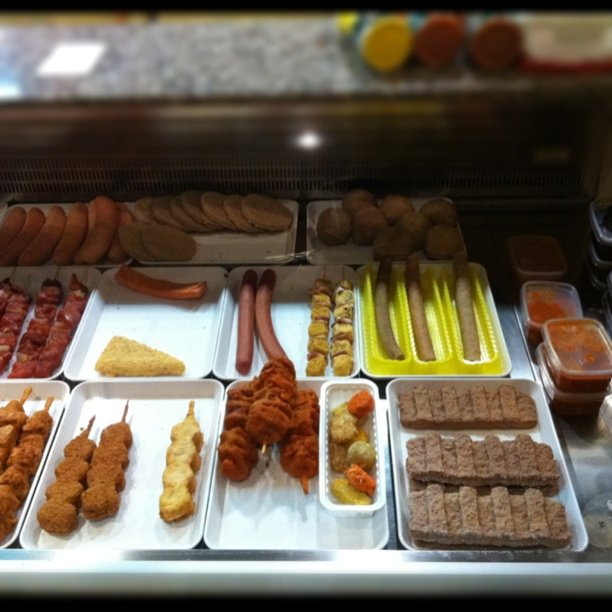
Uma variedade típica de carnes oferecida em uma friterie belga

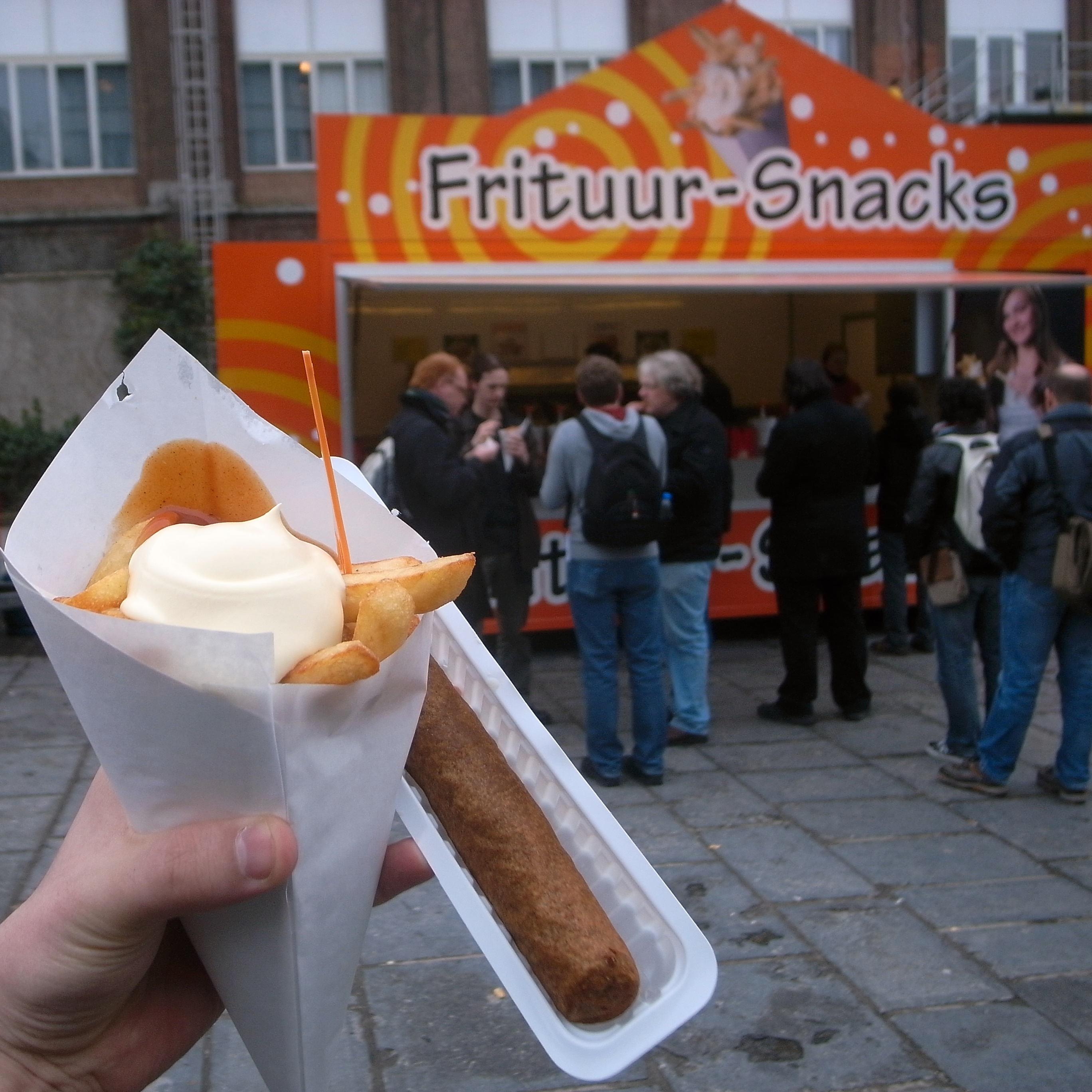
Batatas fritas belgas envolvidas em um cone de papel tradicional, servido com maionese e ketchup de curry, com um pequeno garfo de plástico por cima e um frikandel ao lado.

As Fries, batatas cortadas fritas em óleo, são muito populares na Bélgica, de onde acredita-se que sejam originárias. A primeira evidência do prato vem de um livro intitulado Curiosités de la table dans les Pays-Bas-Belgiques, escrito em 1781, que descreveu como os habitantes de Namur, Dinant e Andenne ao redor do rio Meuse comiam batatas fritas desde cerca de 1680. Embora sejam geralmente conhecidas como "French Fries" ("fritas francesas", no literal) nos Estados Unidos, argumenta-se que os soldados americanos durante a Primeira Guerra Mundial as chamaram de "francesas" porque os soldados belgas que as introduziram no prato falavam francês.
Na Bélgica, as batatas fritas são vendidas em barracas de fast food ou em restaurantes especializados em fast-food chamados friteries, frietkot ou frituur (tradução aproximada: "barraco das fritas"). Muitas vezes são servidas com uma variedade de molhos e comidas sozinhos ou na companhia de outros petiscos. Tradicionalmente, elas são servidas em um "cornet de frites" (francês) ou " puntzak "(flamengo), um pedaço de papel grosso branco em forma de cone, então embrulhado em um pedaço de papel fino (e colorido), com o molho por cima. Porções maiores são frequentemente servidas em bandejas de papelão para fins práticos. Outros alimentos de rua como frikandel, gehaktbal ou kroket são vendidos ao lado. Em alguns casos, as batatas fritas são servidas em forma de sanduíche de baguete com o molho e a carne; isso é conhecido como "mitraillette". Em áreas com imigração, a mesma combinação também está disponível em uma embalagem chamada dürüm, em vez de baguete.
A grande maioria das famílias belgas tem uma fritadeira, o que lhes permite fazer suas próprias batatas fritas e outros alimentos fritos em casa. Os supermercados vendem uma variedade de gorduras de origem animal e vegetal líquidas e sólidas para uso em fritadeiras domésticas; a gordura da carne é particularmente apreciada.
Em junho de 2017, a Comissão Europeia emitiu uma recomendação para limitar a acrilamida química - um resultado natural da fritura de alguns alimentos em altas temperaturas - de chegar aos consumidores, devido às suas alegadas propriedades cancerígenas. O documento propunha uma mudança na preparação das batatas fritas belgas para evitar a formação de acrilamida, escaldando-as antes da fritura, em oposição ao método tradicional de fritura dupla. Isso gerou uma onda de protestos de vários políticos belgas, que consideraram um ataque à cultura e à tradição gastronômica do país.

### Molhos
Maionese e ketchup são os molhos tradicionalmente consumidos com batatas fritas na Bélgica. Friteries e outros estabelecimentos de fast-food tendem a oferecer uma série de molhos diferentes para as fritas e carnes, incluindo aïoli e Sauce Américaine, mas também variedades muito mais elaboradas, incluindo o molho Béarnaise . Frequentemente, há mais de uma dúzia de opções, e a maioria delas é à base de maionese, então as variedades incluem:
- Aïoli / Looksaus (maionese de alho).
- Molho andalouse - maionese com extrato de tomate e pimentão.
- Molho Americaine - maionese com tomate, cerefólio, cebola, alcaparras, caldo de crustáceos e aipo.
- Molho Bicky - uma marca comercial feita de maionese, repolho branco, estragão, massa, pepino, cebola, mostarda e dextrose.
- Molho brasileiro - maionese com purê de abacaxi, tomate e especiarias.
- Molho Cocktail - um dos vários tipos de molhos frios ou à temperatura ambiente, muitas vezes servido como parte do (s) prato (s) referido (s) como cocktail de marisco ou como condimento com outro marisco.
- Curry ketchup - uma variante condimentada do ketchup e um molho comum na Bélgica, Alemanha, Dinamarca e Holanda.
- Maionese de curry - maionese com cúrcuma, cominho, gengibre e pimenta malagueta fresca ou seca.
- Joppiesaus - uma marca comercial feita de maionese, especiarias, cebola e curry em pó.
- Ketchup - um molho doce e picante tipicamente feito de tomate, adoçante e vinagre com temperos e especiarias variados.
- Molho Mammoet - maionese com tomate, cebola, glicose, alho e molho de soja
- Maionese - um molho ou molho frio espesso geralmente usado em sanduíches e saladas compostas.
- Molho de pimenta - maionese ou molho picante com pimenta preta.
- Relish - um produto cozido e em conserva feito de vegetais picados, frutas ou ervas, e é um alimento normalmente usado como condimento, em particular para realçar um alimento básico.
- Molho Lapin - Um molho feito de Sirop de Liège, cozido com passas, cebolas, ameixas e cravo, normalmente servido com batatas fritas de Boulets.
- Molho Riche - um molho rosa à base de tártaro.
- Molho samurai - maionese com pimenta da Tunísia, especiarias, tomates e pimentões.
- Molho tártaro - um molho à base de maionese ou aïoli de origem francesa e geralmente de consistência áspera devido à adição de pepinos em cubos ou outras variedades de picles.
- Molho Zigeuner - Um molho "cigano" de tomate, páprica e pimentão picado, emprestado da Alemanha .

Ocasionalmente, molhos quentes são oferecidos pelas Friteries, incluindo molho holandês, molho provençal, molho béarnaise ou mesmo um flamande carbonade. A maioria dos molhos acima também está disponível em supermercados. O uso desses molhos não se limita às batatas fritas; eles também são usados em uma variedade de outros pratos.

## Cerveja

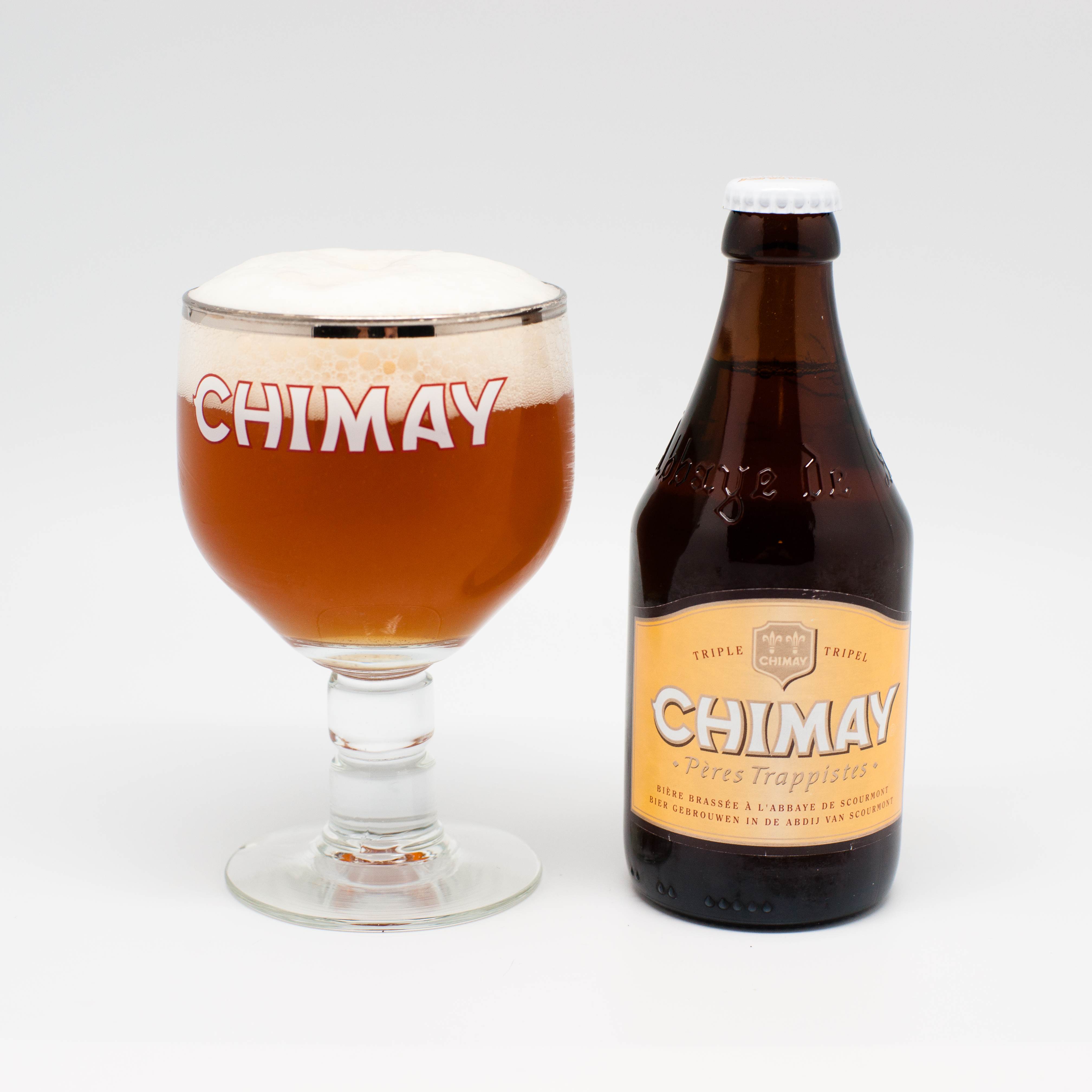
Chimay Tripel, uma cerveja trapista com copo próprio

Para um país comparativamente pequeno, a Bélgica produz um grande número de cervejas em uma variedade de estilos diferentes - na verdade, possui mais tipos distintos de cerveja per capita do que em qualquer outro lugar do mundo. Em 2011, eram 1.132 variedades diferentes de cerveja sendo produzidas no país. A tradição cervejeira na Bélgica remonta ao início da Idade Média e seis mosteiros trapistas ainda produzem cerveja, que foi inicialmente usada para financiar sua manutenção.
Em média, os belgas bebem 157 litros de cerveja por ano, abaixo dos números de 1900, de cerca de 260 a cada ano. A maioria das cervejas é comprada ou servida em garrafas, em vez de latas, e quase todo estilo de cerveja tem seu próprio copo ou outro recipiente específico e de formato único. Usar o copo correto é algo levado em conta para melhorar seu sabor.
A natureza variada das cervejas belgas torna possível harmonizá-las com cada tipo de refeição, por exemplo:
- Cerveja de trigo, com frutos do mar ou peixes.
- Cerveja Blonde ou tripel, com enguia, frango ou carne branca
- Dubbel ou outras cervejas escuras, com carne escura
- Lambics de frutas, com sobremesas

Vários pratos tradicionais belgas usam cerveja como ingrediente. Um é carbonade, um ensopado de carne cozida na cerveja, semelhante ao bourguignon. A cerveja utilizada é tipicamente a especialidade regional: lambic em Bruxelas, De Koninck na Antuérpia, de forma que o sabor do prato varia. Outro é o coelho em gueuze. O mosteiro trapista de Chimay também fabrica queijo que é "lavado" com cerveja, para realçar seu sabor.

## Jenever

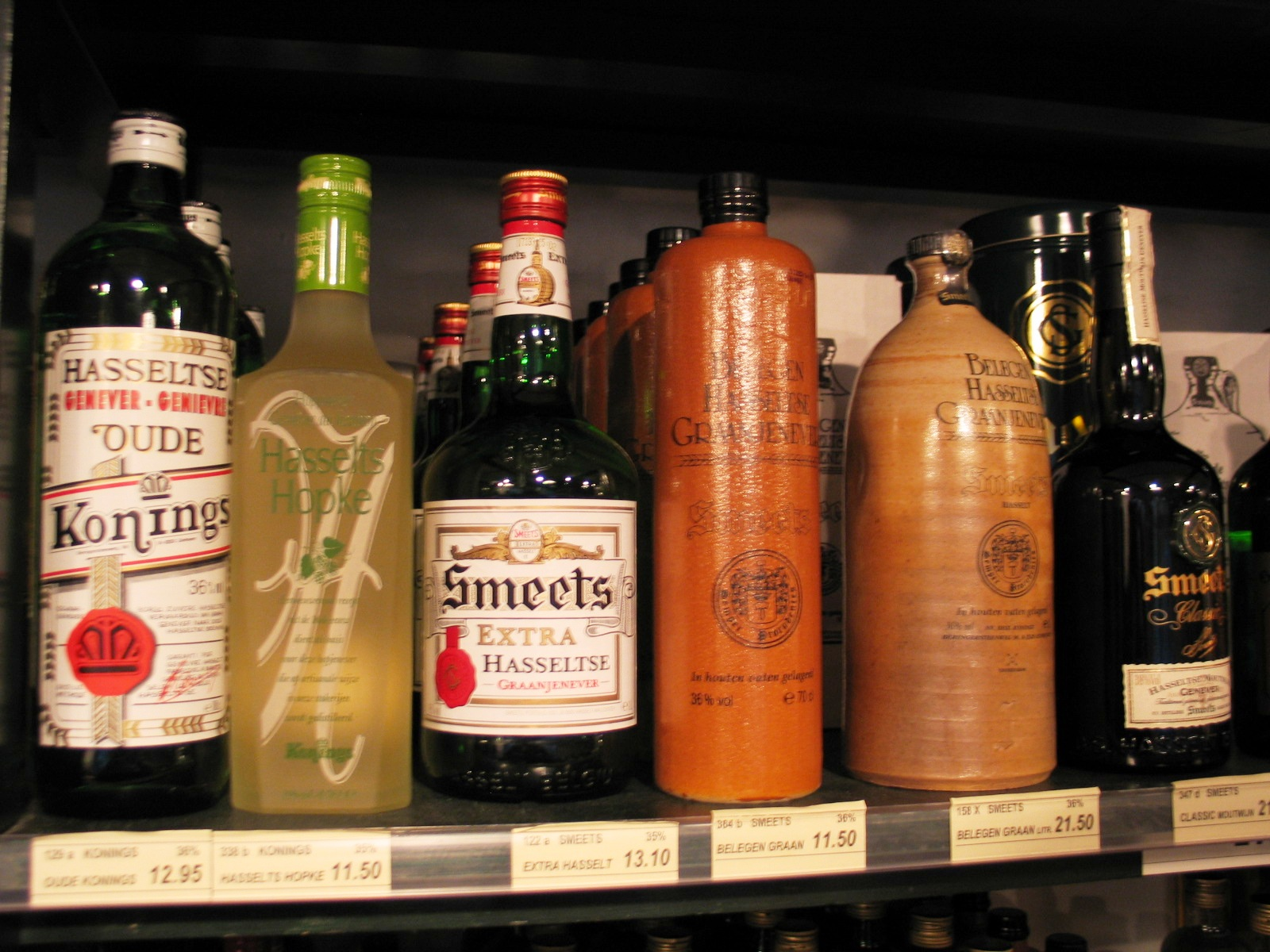
Garrafas de Jenever à venda em Hasselt, incluindo duas garrafas de argila tradicionais

Jenever, também conhecido como genièvre, genever, peket ou gin holandês, é o destilado nacional da Bélgica a partir do qual o gim evoluiu. Embora a cerveja seja a bebida alcoólica mais famosa da Bélgica, a Jenever é a bebida tradicional e nacional do país há mais de 500 anos. Jenever é um "Produto de Origem Protegido", tendo recebido onze denominações diferentes ou AOCs da União Europeia, e só pode ser trabalhada na Bélgica, Holanda e algumas áreas na França e Alemanha. A maioria dos AOCs da Jenever são exclusivos da Bélgica, o que torna a Jenever belga (genever belga) um dos segredos mais bem guardados da indústria de bebidas alcoólicas.

Durante séculos, a Jenever foi engarrafada em jarras feitas à mão, de argila. Sua forma icônica é reconhecível e única para a Jenever. Tradicionalmente, os belgas servem Jenever em copos de bebida completamente cheios, que acabam de ser retirados do congelador. O primeiro passo para beber bem a Jenever é manter o copo sobre a mesa, abaixar-se e tomar o primeiro gole sem segurar o copo. Uma vez que este primeiro gole tradicional esteja completo, pode-se beber o resto da bebida normalmente.

## Chocolate

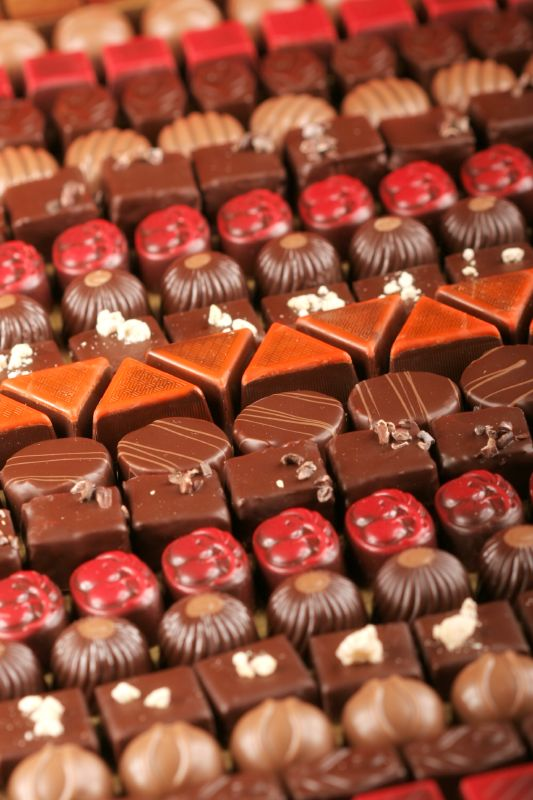
Bombons belgas

A Bélgica é famosa por seu chocolate de alta qualidade e mais de 2.000 chocolatiers, pequenos e grandes. A associação da Bélgica com o chocolate remonta a 1635, quando o país estava sob ocupação espanhola. Em meados do século XVIII, o chocolate tinha se tornado extremamente popular nos círculos das classes alta e média, principalmente na forma de chocolate quente, inclusive com Carlos Alexandre de Lorraine, o governador austríaco do território. Desde o início do século XX, o país conseguiu importar grandes quantidades de cacau de sua colônia africana, o Congo Belga. Tanto a barra de chocolate quanto o praliné são invenções da indústria do chocolate belga. Hoje, o chocolate é muito popular na Bélgica, com 172.000 toneladas produzidas a cada ano e amplamente exportado.
A composição do chocolate belga é regulamentada por lei desde 1884. Para evitar a adulteração do chocolate com gorduras de baixa qualidade de outras origens, foi imposto um nível mínimo de 35% de cacau puro. A adesão às técnicas tradicionais de fabricação também serve para aumentar a qualidade do chocolate belga. Em particular, as gorduras vegetais não são utilizadas. Muitas empresas produzem chocolates manualmente, o que é trabalhoso e explica a prevalência de pequenos estabelecimentos independentes de chocolate, que são populares entre os turistas. Empresas famosas de chocolate, como Neuhaus e Guylian, seguem estritamente as receitas tradicionais (e às vezes secretas) para seus produtos.
Os pralinés de frutos do mar (pralinês em forma de conchas ou peixes) são populares entre os turistas e são vendidos em toda a Bélgica.
Os famosos chocolatiers belgas são Côte d'or, Leonidas, Guylian, Neuhaus, entre outros.

## Galeria

### Aperitivos e pratos leves

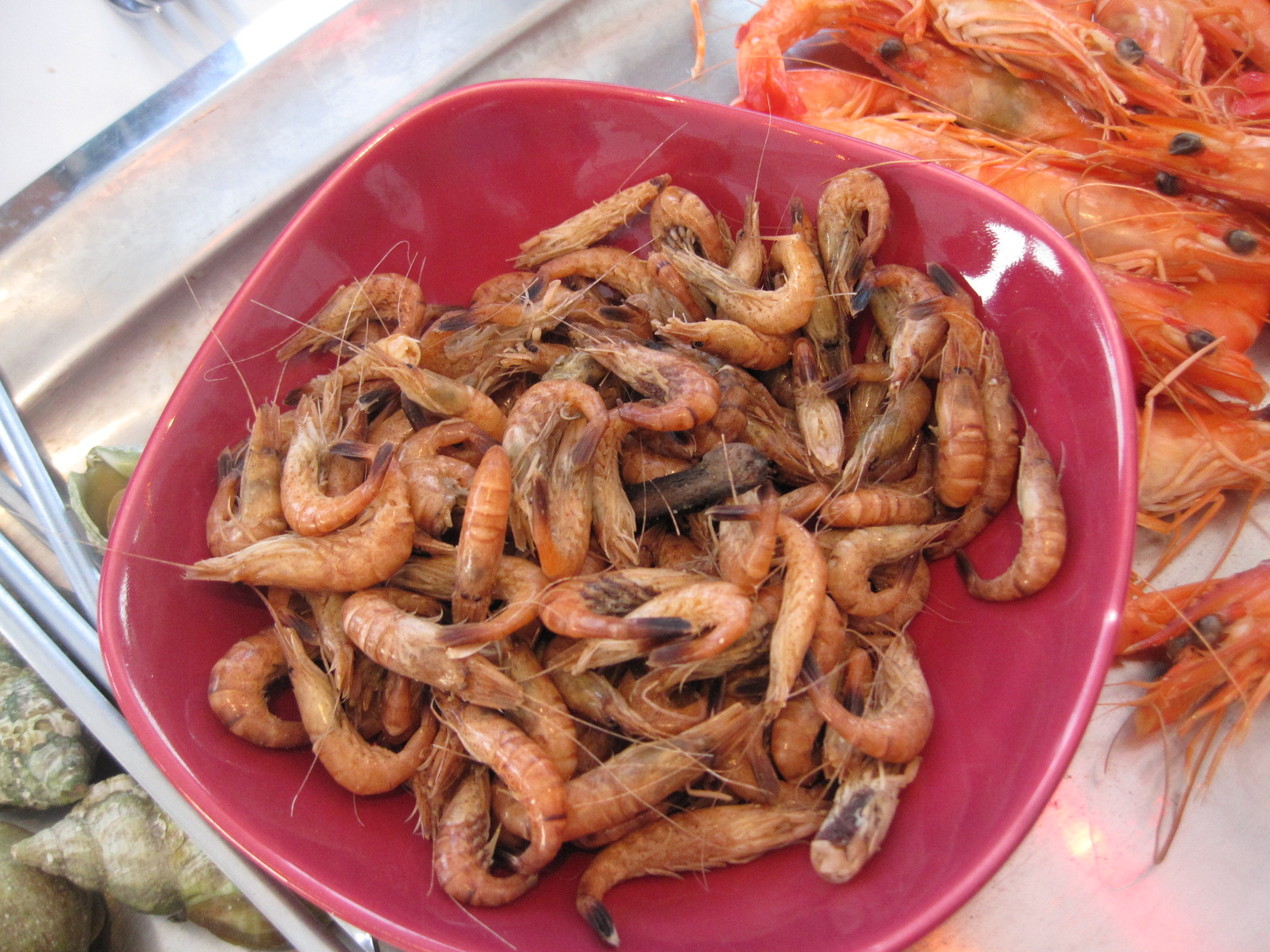
Uma tigela de camarão-cinza como lanche.
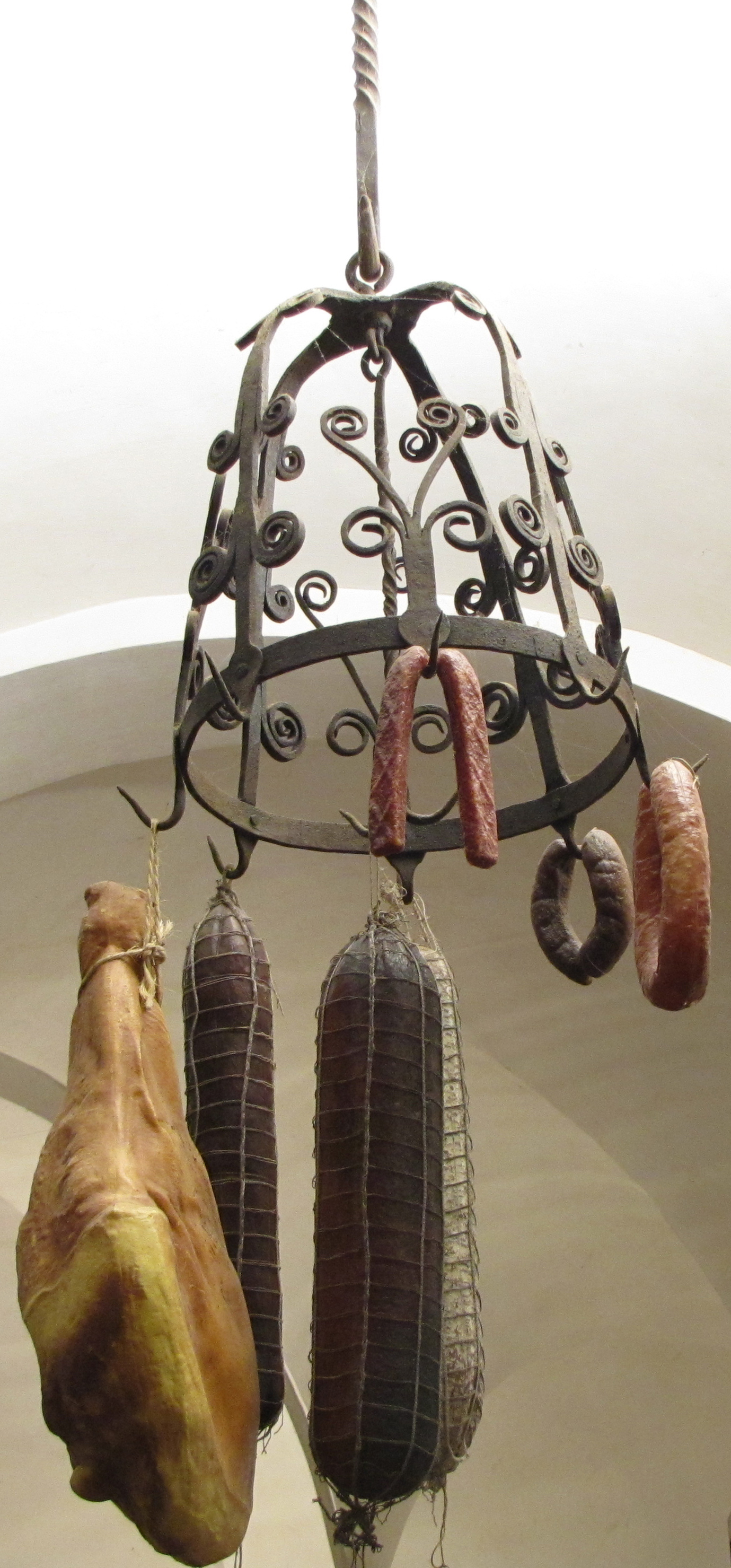
Jabon d'Ardenne - presunto pendurado.
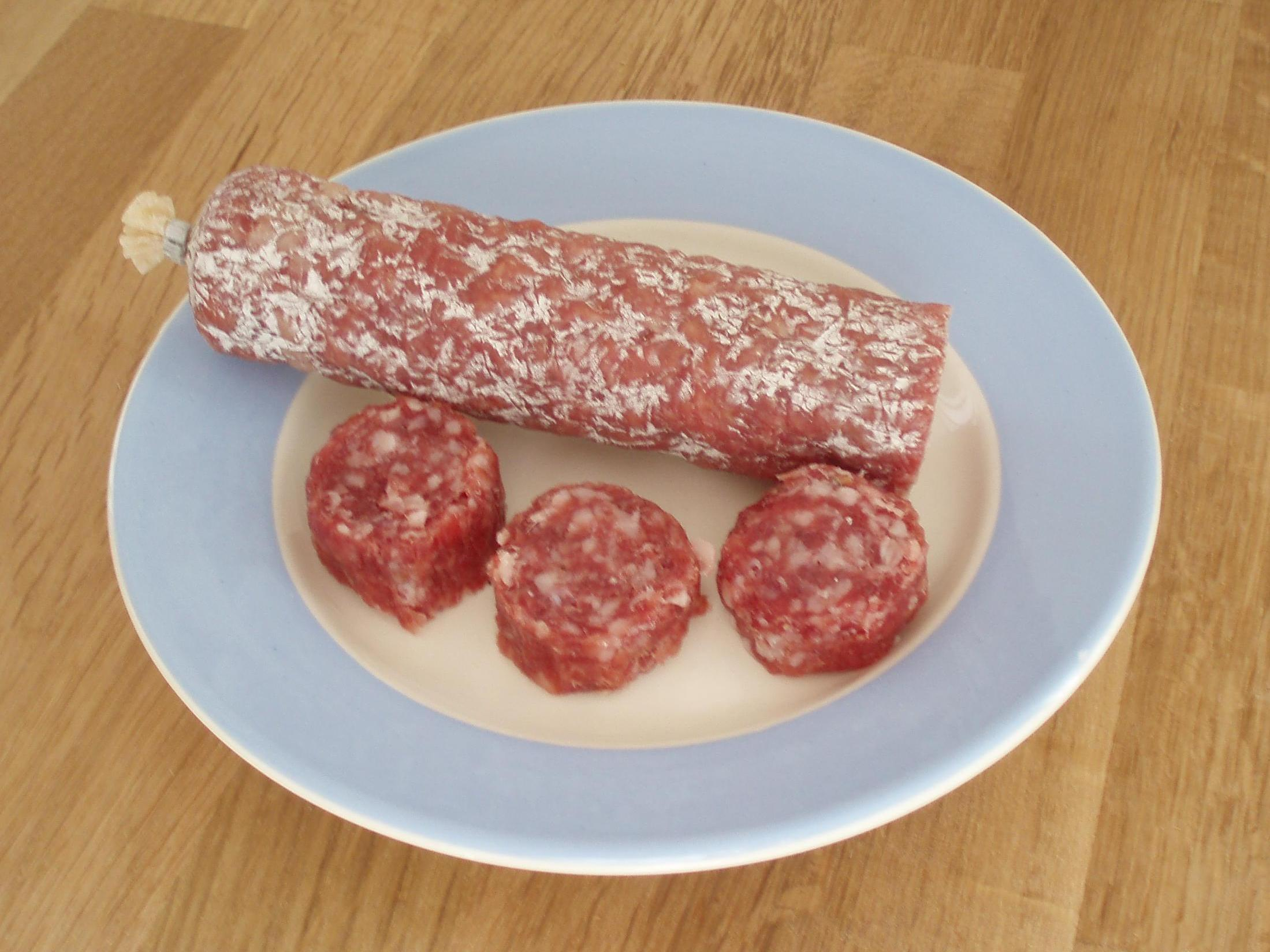
Salsicha Ardenne seca.
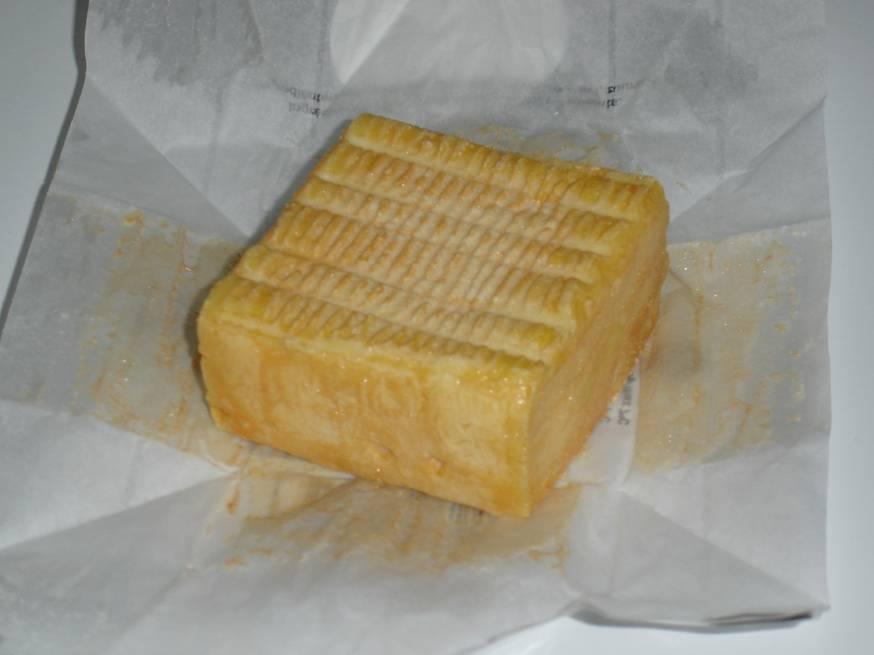
O habitual queijo Herve .
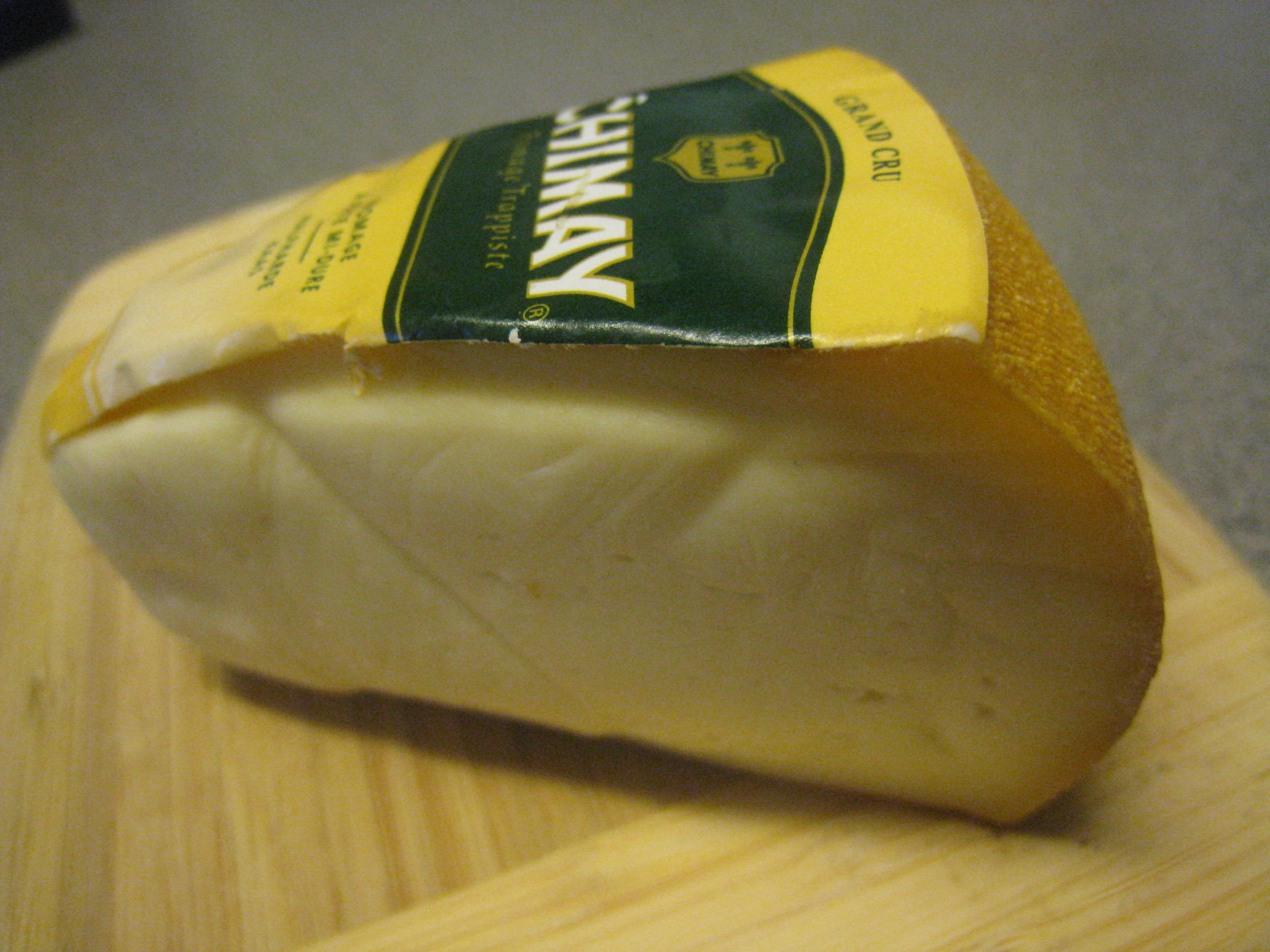
Cerveja trapista, Cervejaria Chimay e queijo Grand Cru .
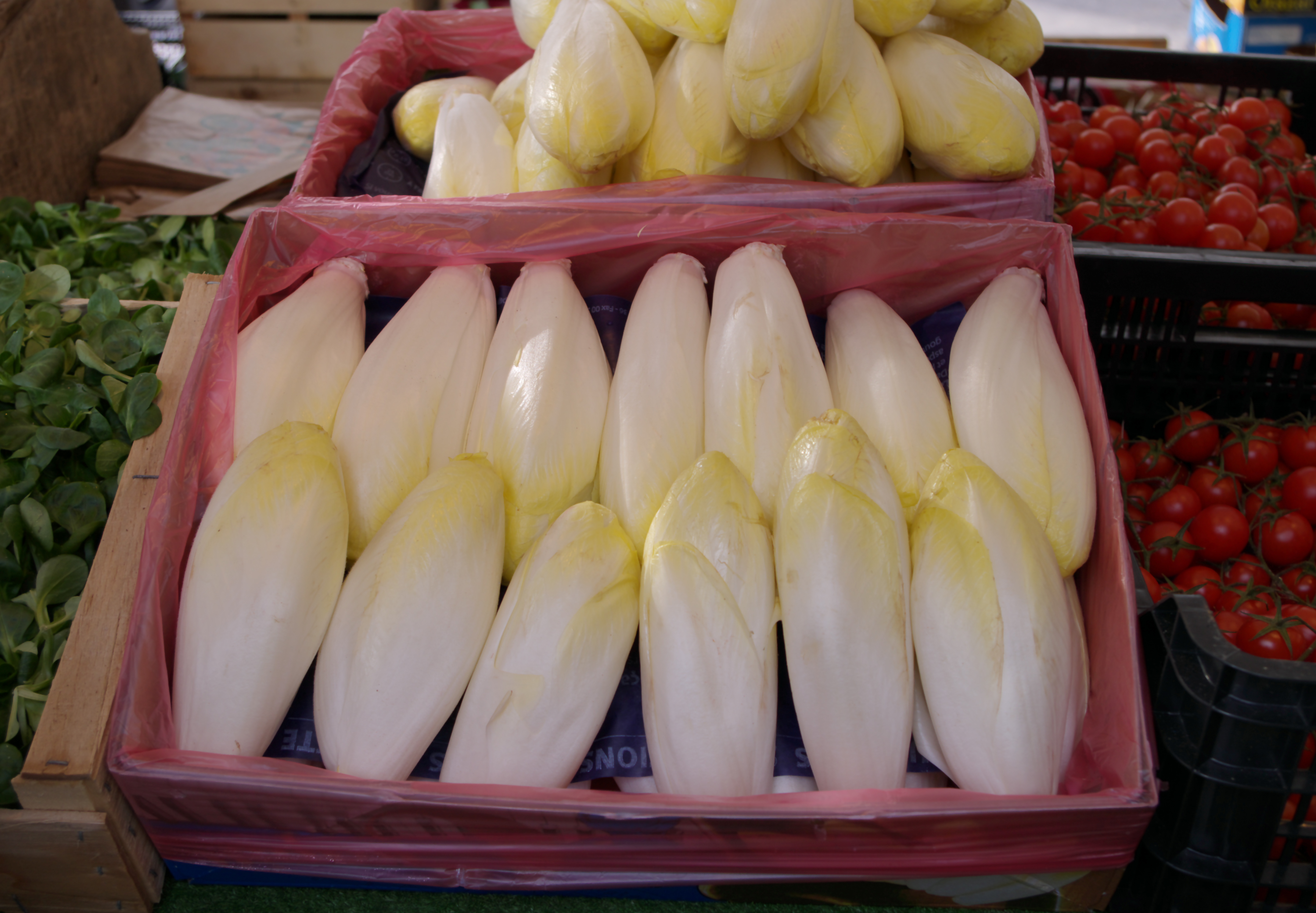
Endívias belgas em um mercado.
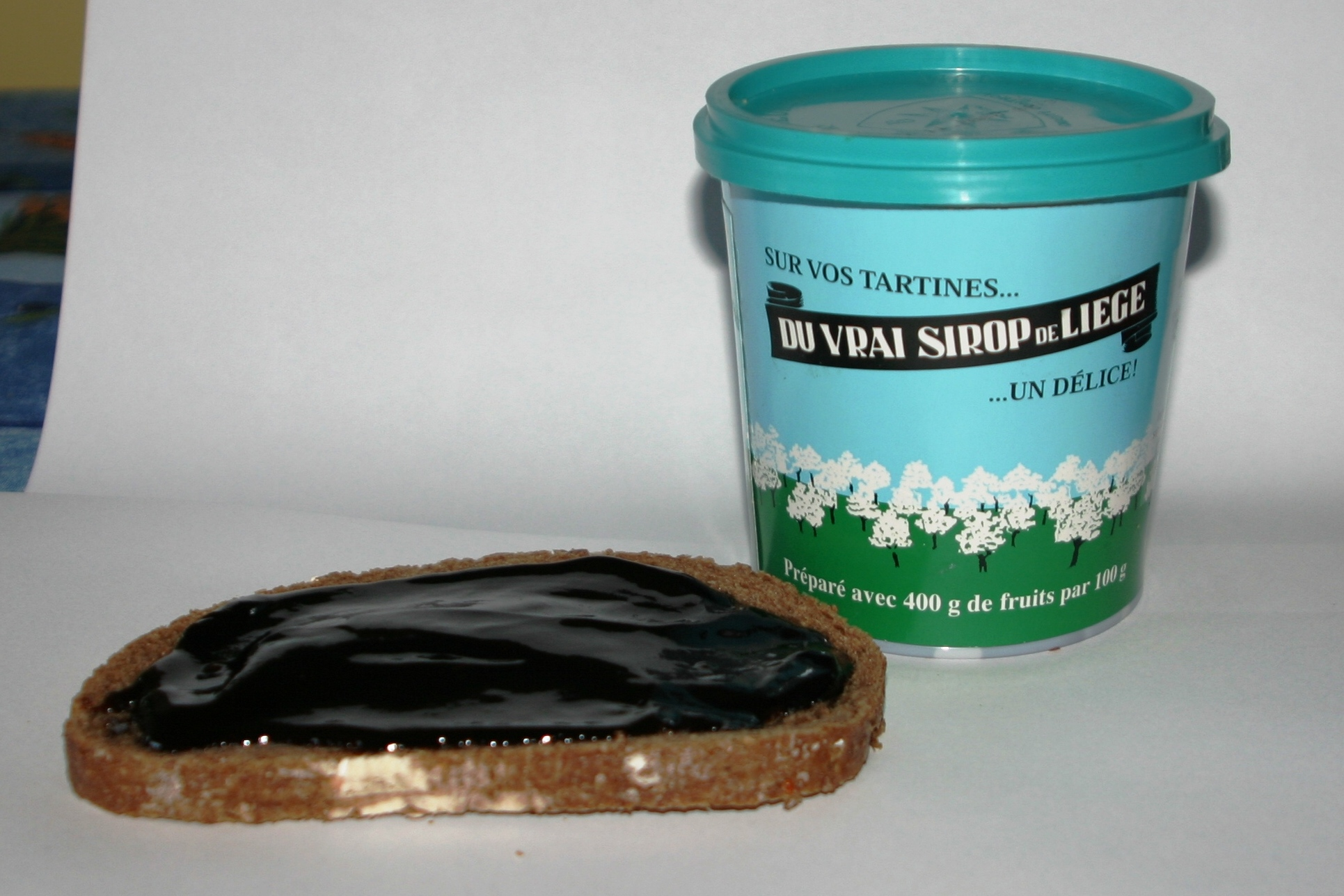
Sirop de Liège em uma fatia de pão.
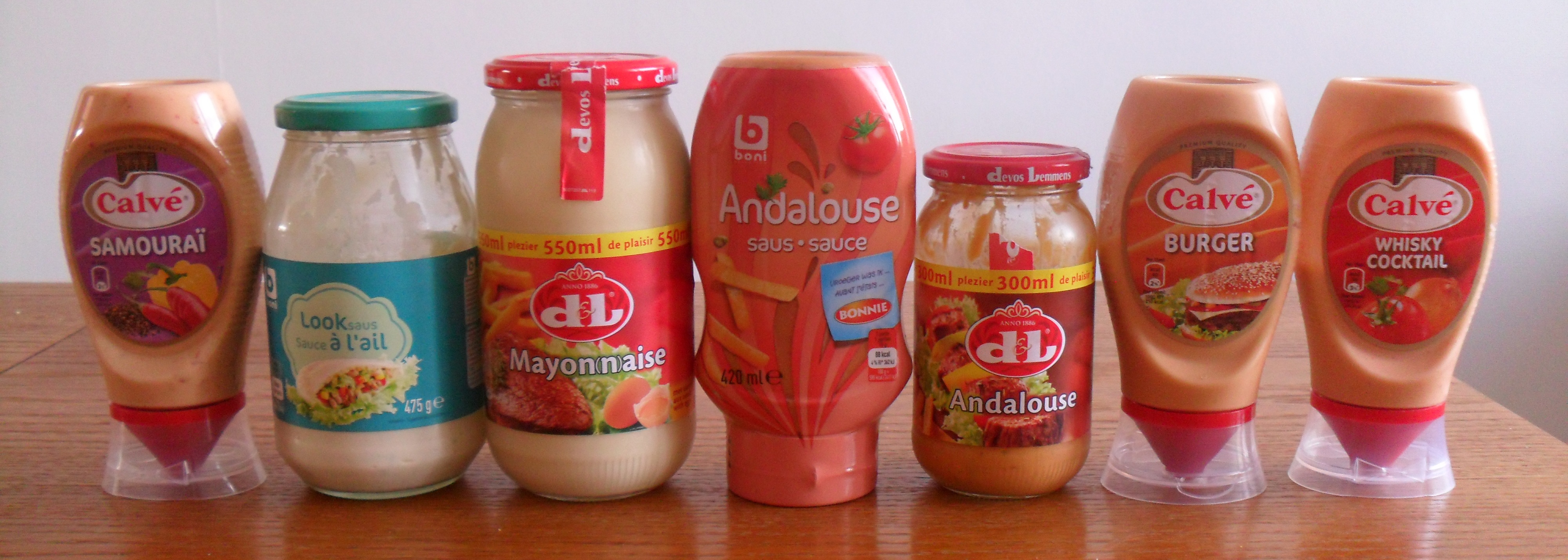
Uma variedade de molhos.
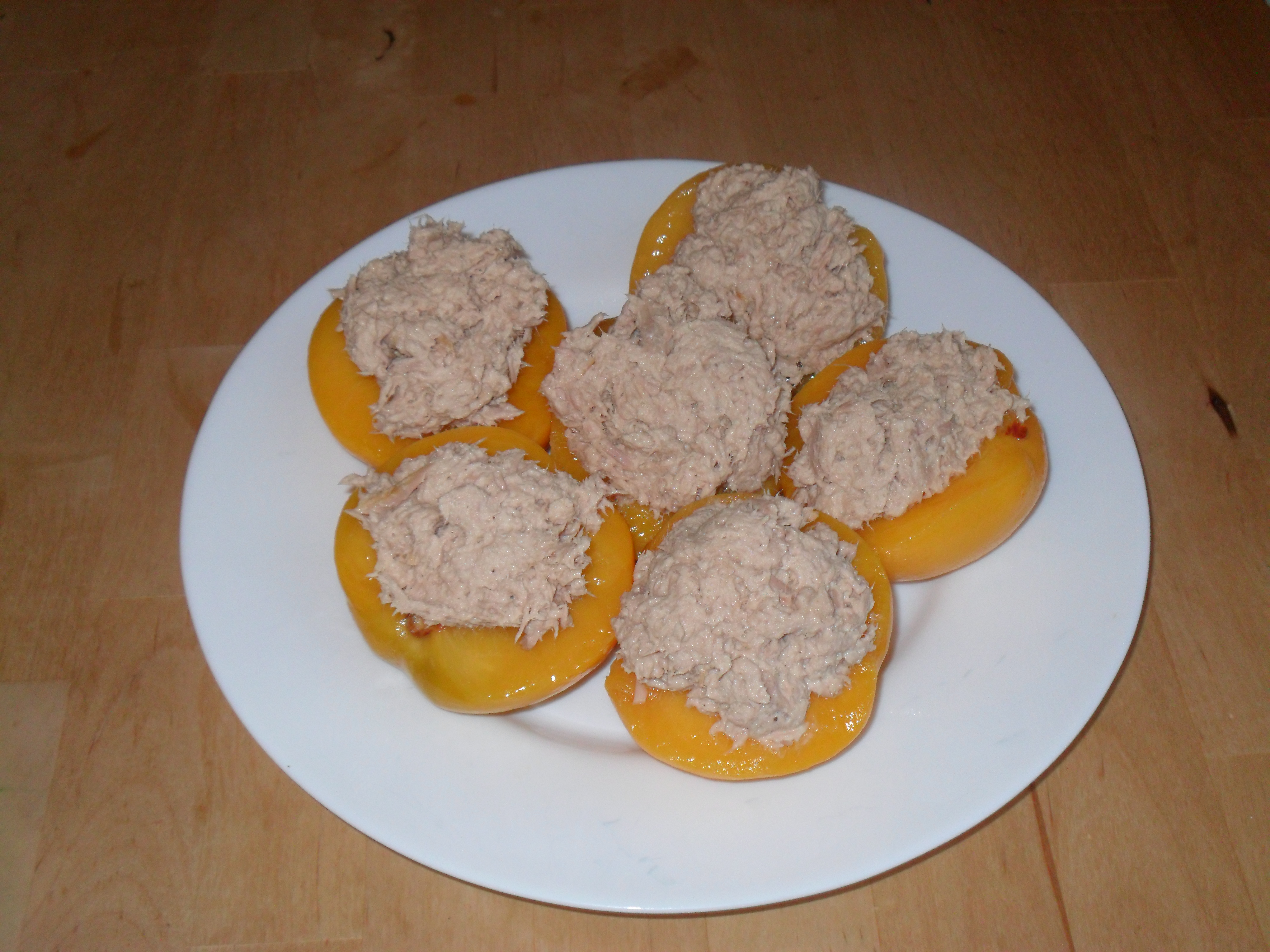
Pêche au thon / Perziken met tonijn

### Pratos principais

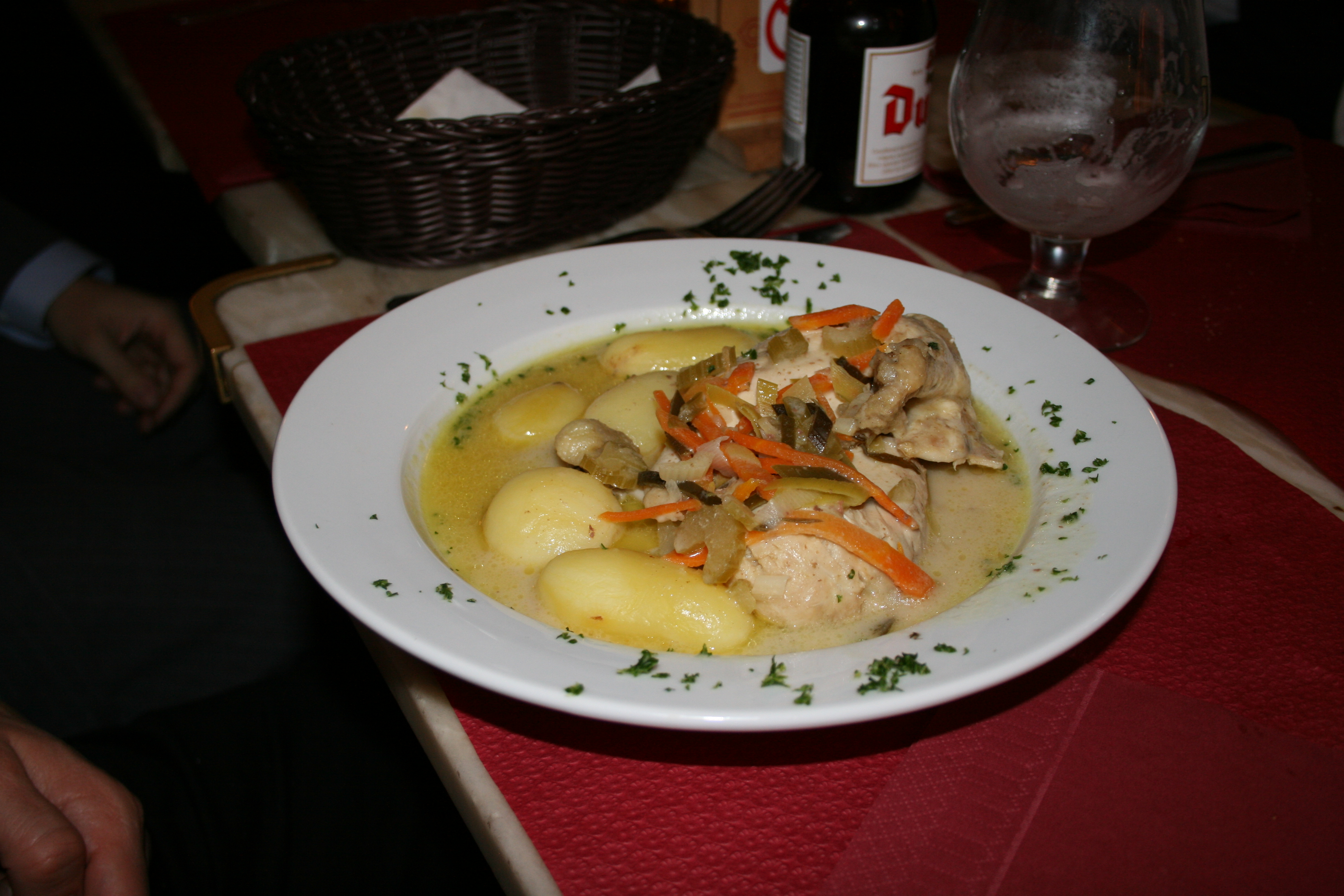
Waterzooi de frango
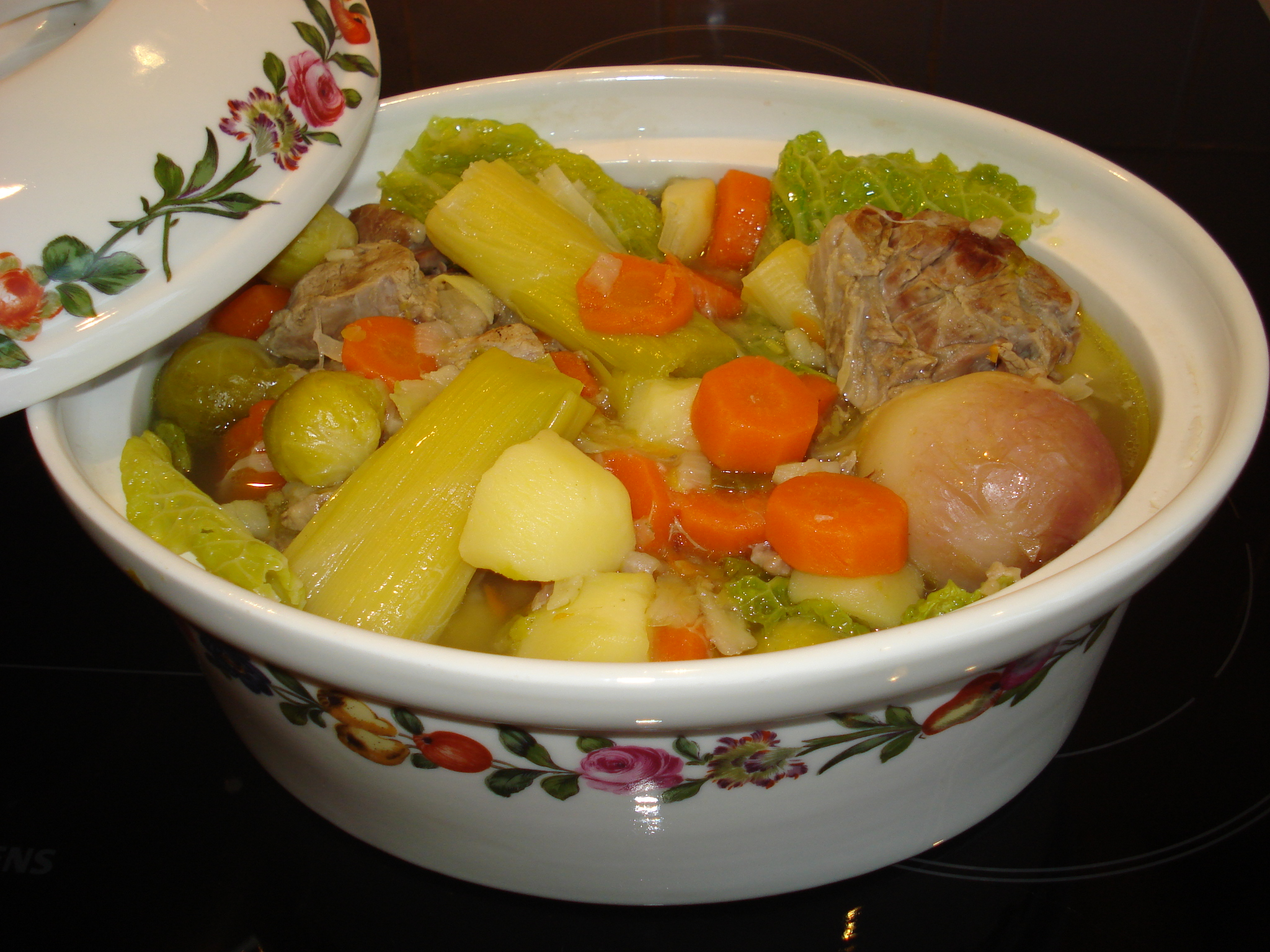
Hutsepot
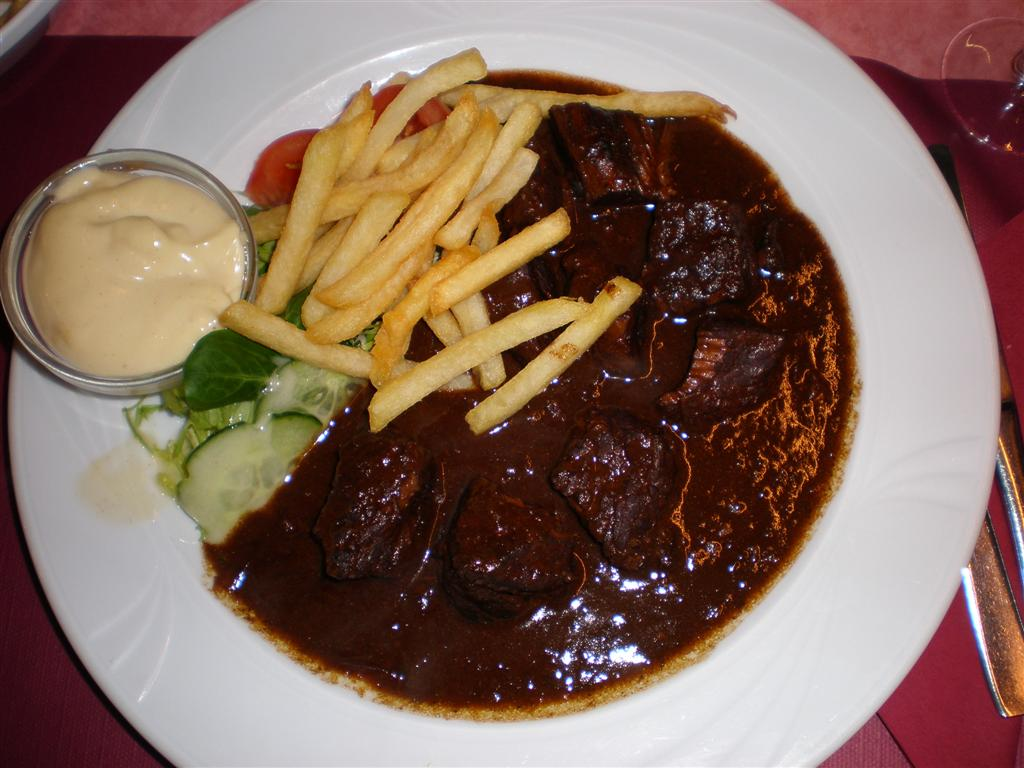
Carbonade flamande / Stoverij com batatas fritas e salada
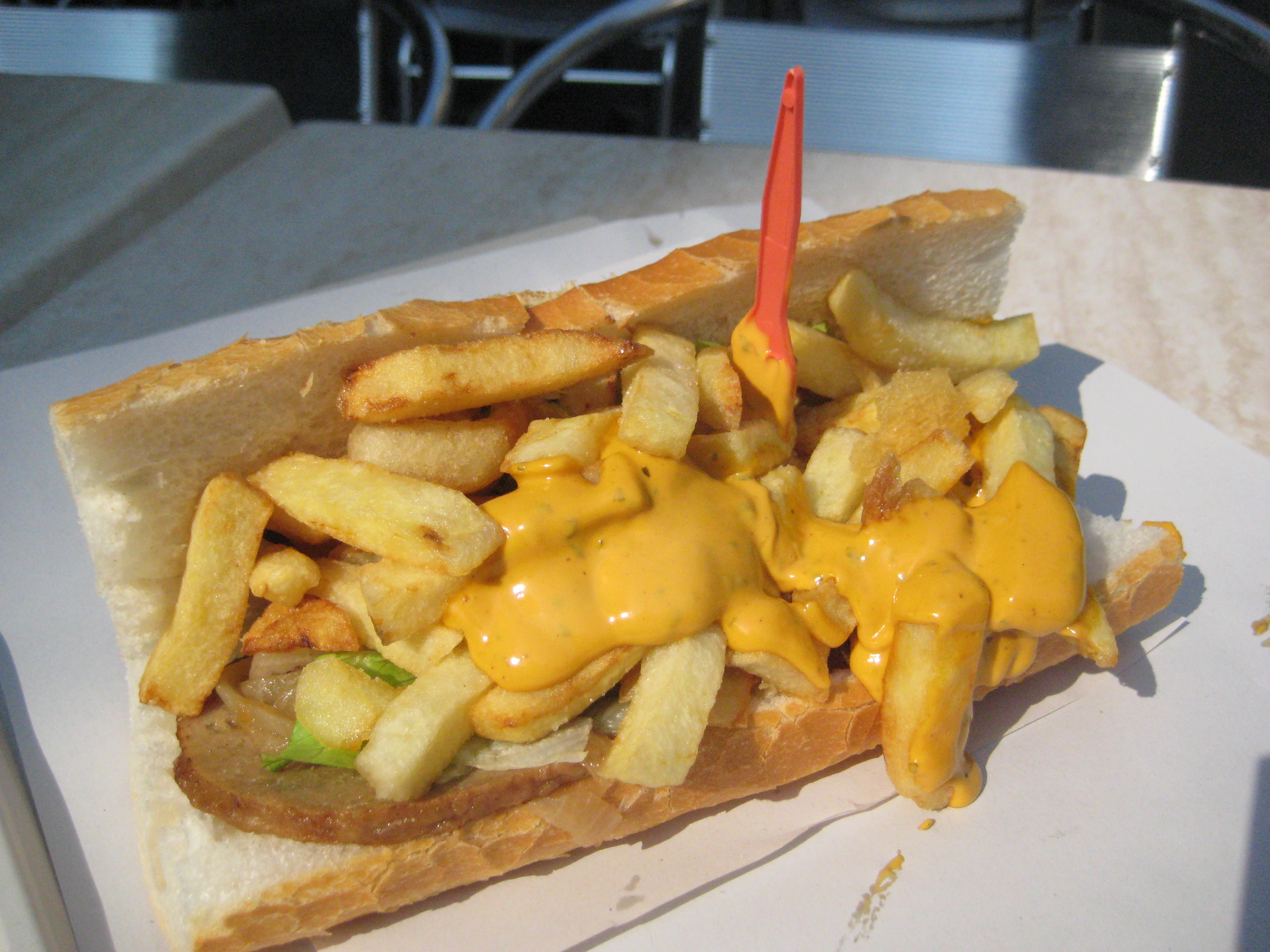
Uma mitraillette
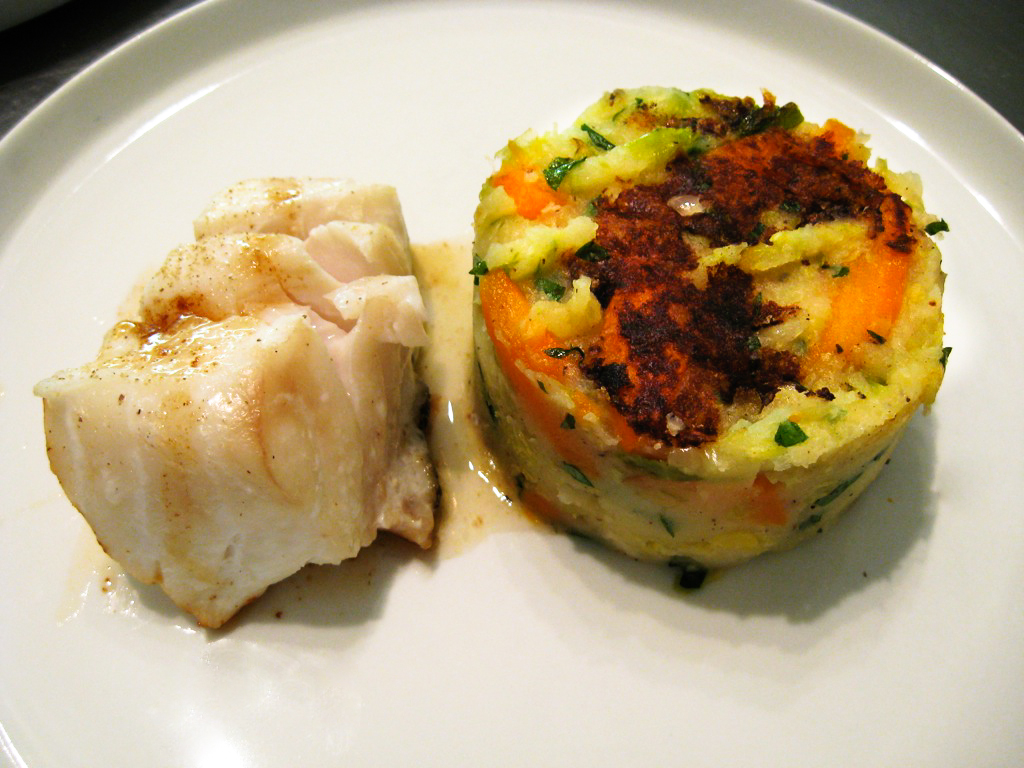
Stoemp com bacalhau
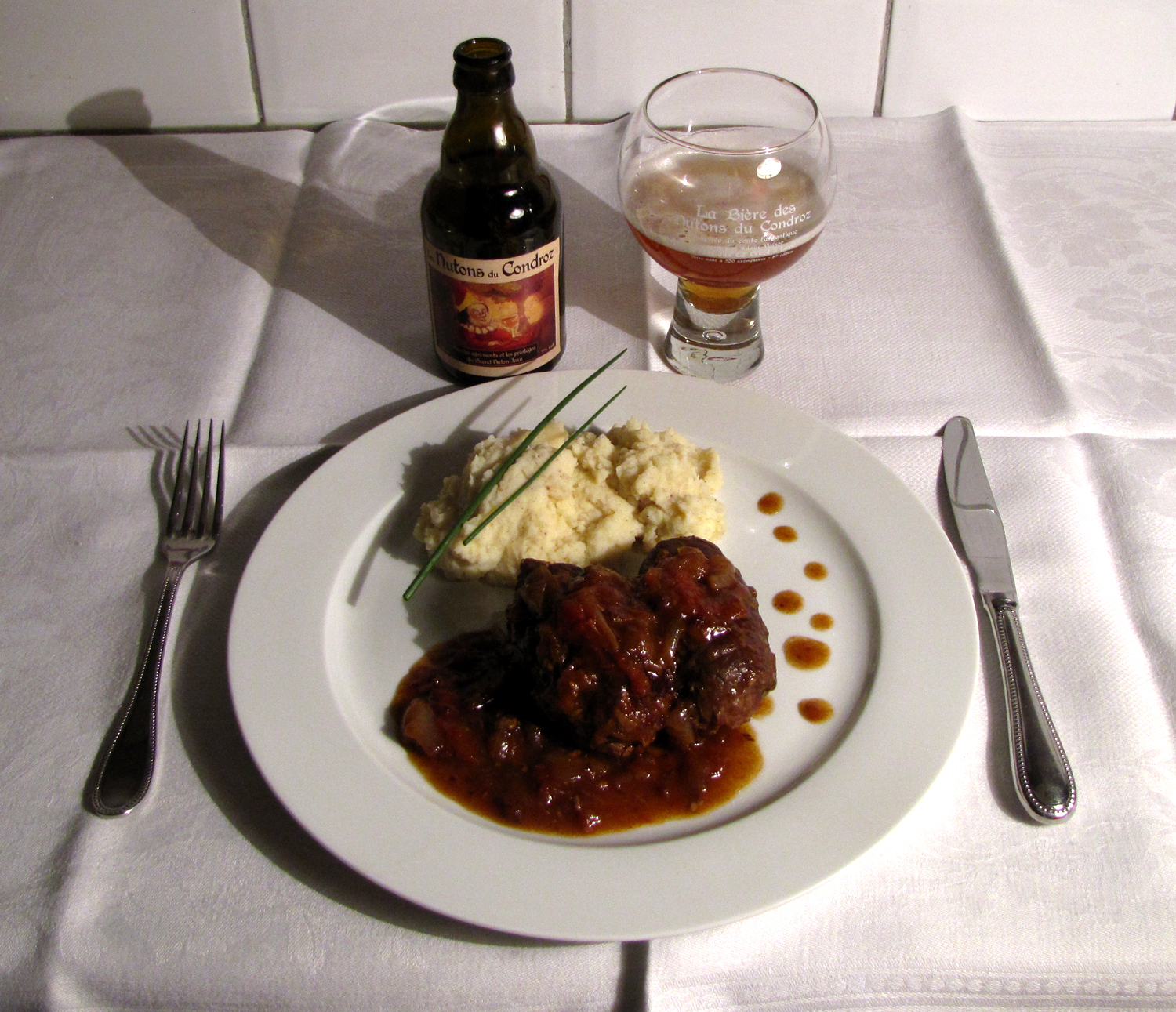
nl
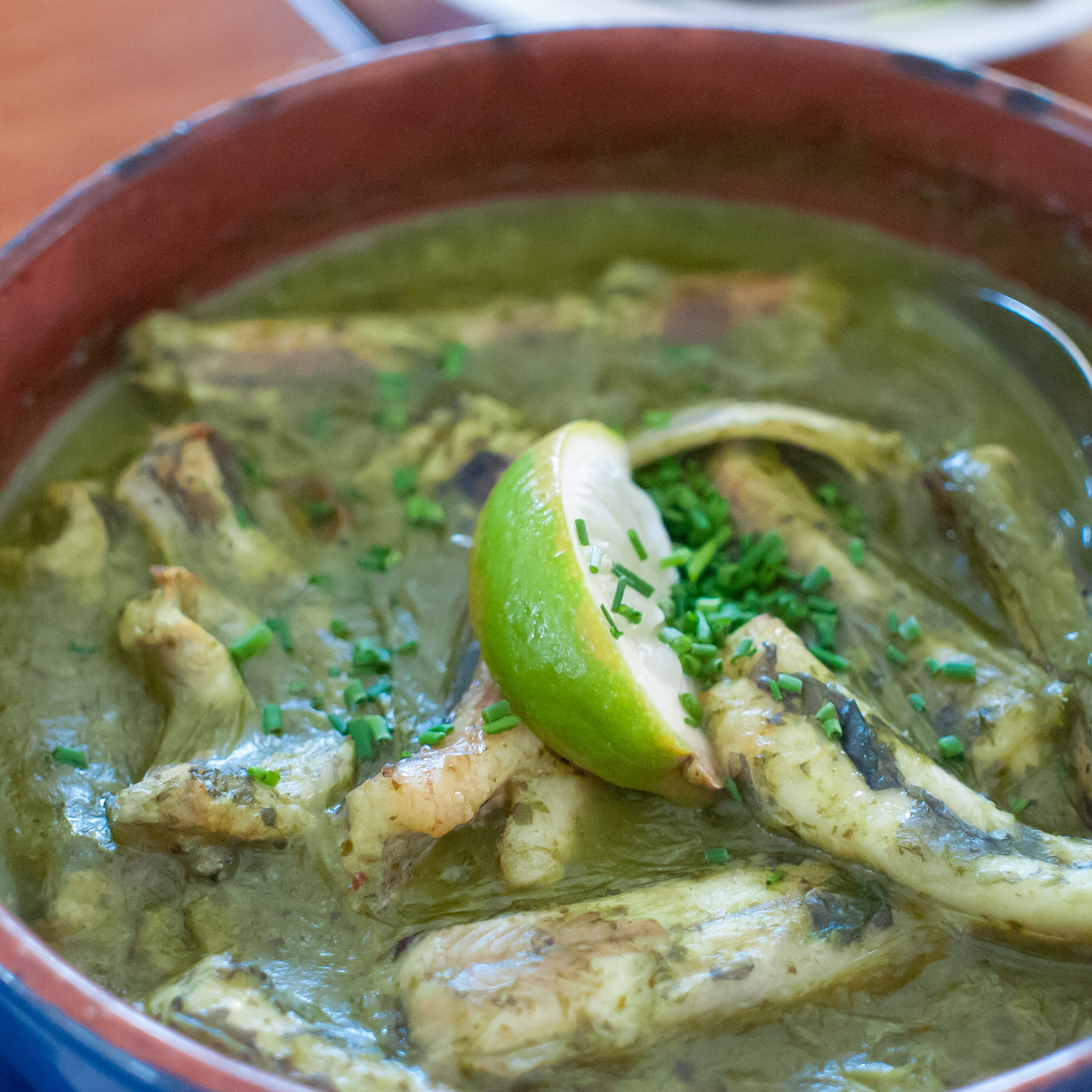
Paling in 't groen
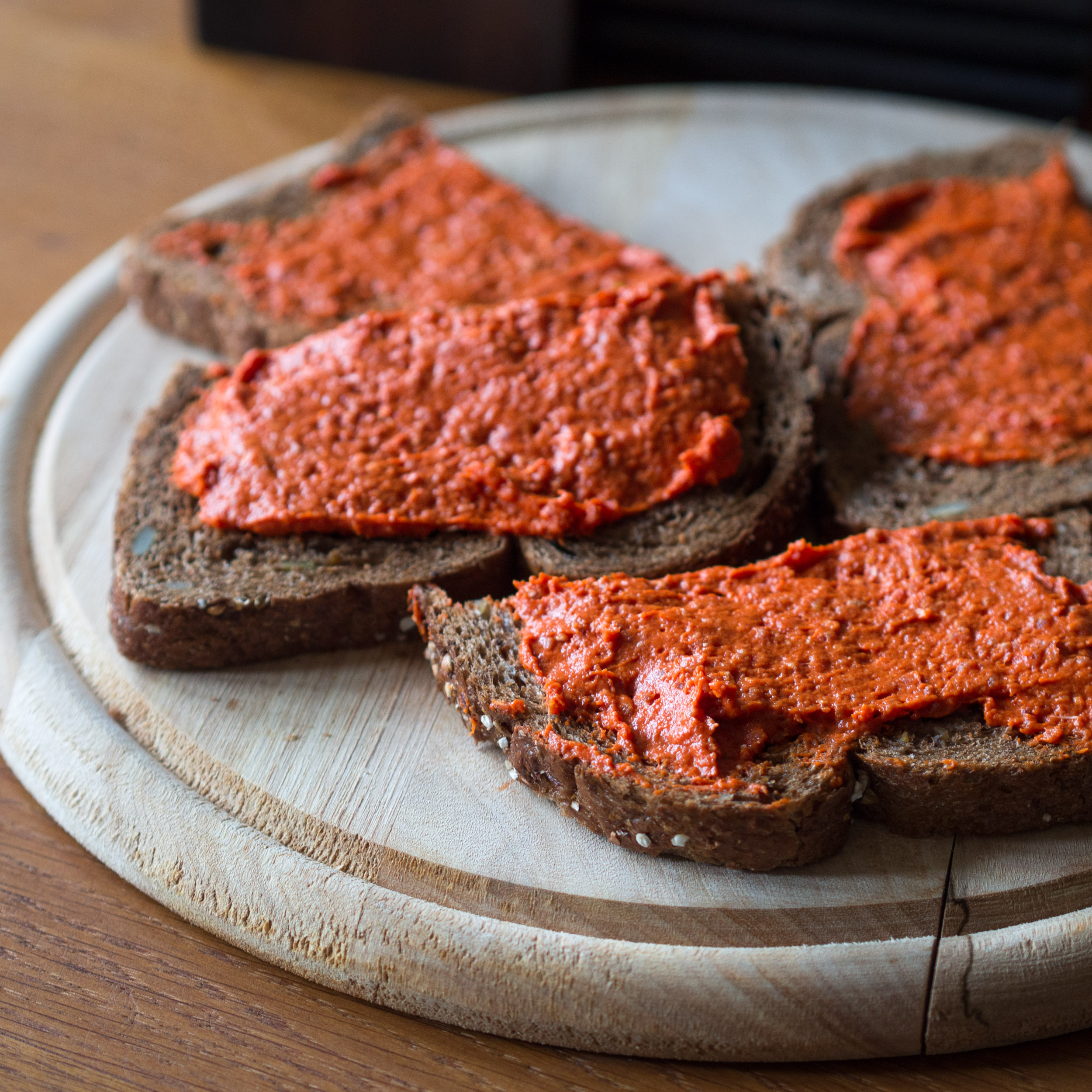
Filé américain

### Pratos doces e sobremesas

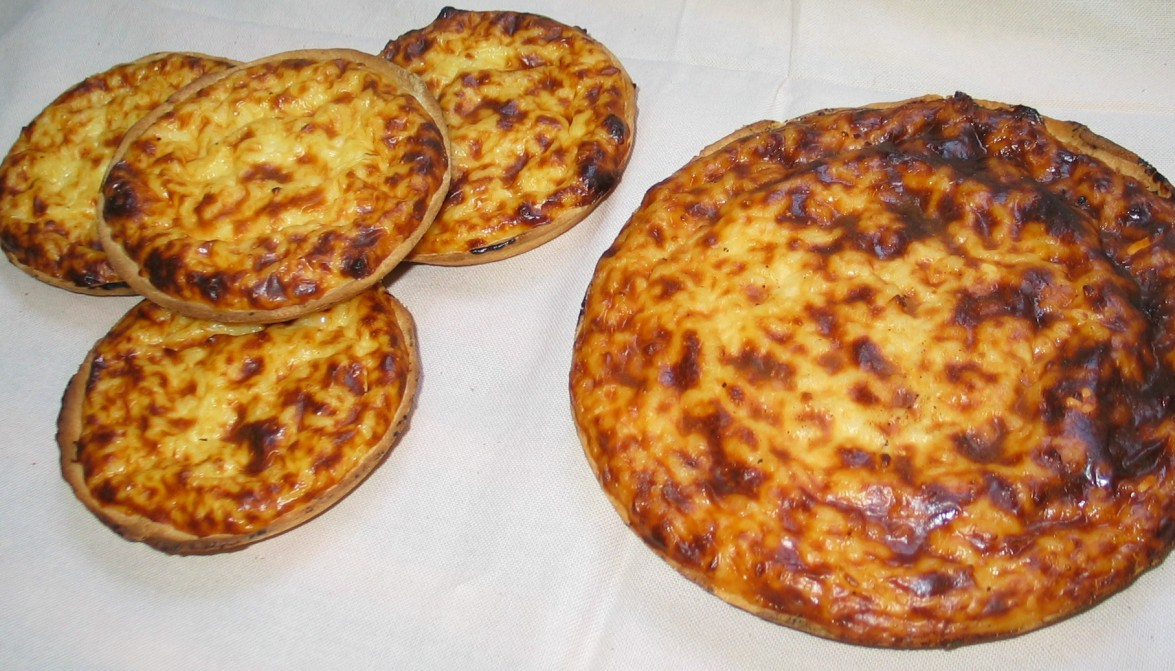
Rijstevlaai
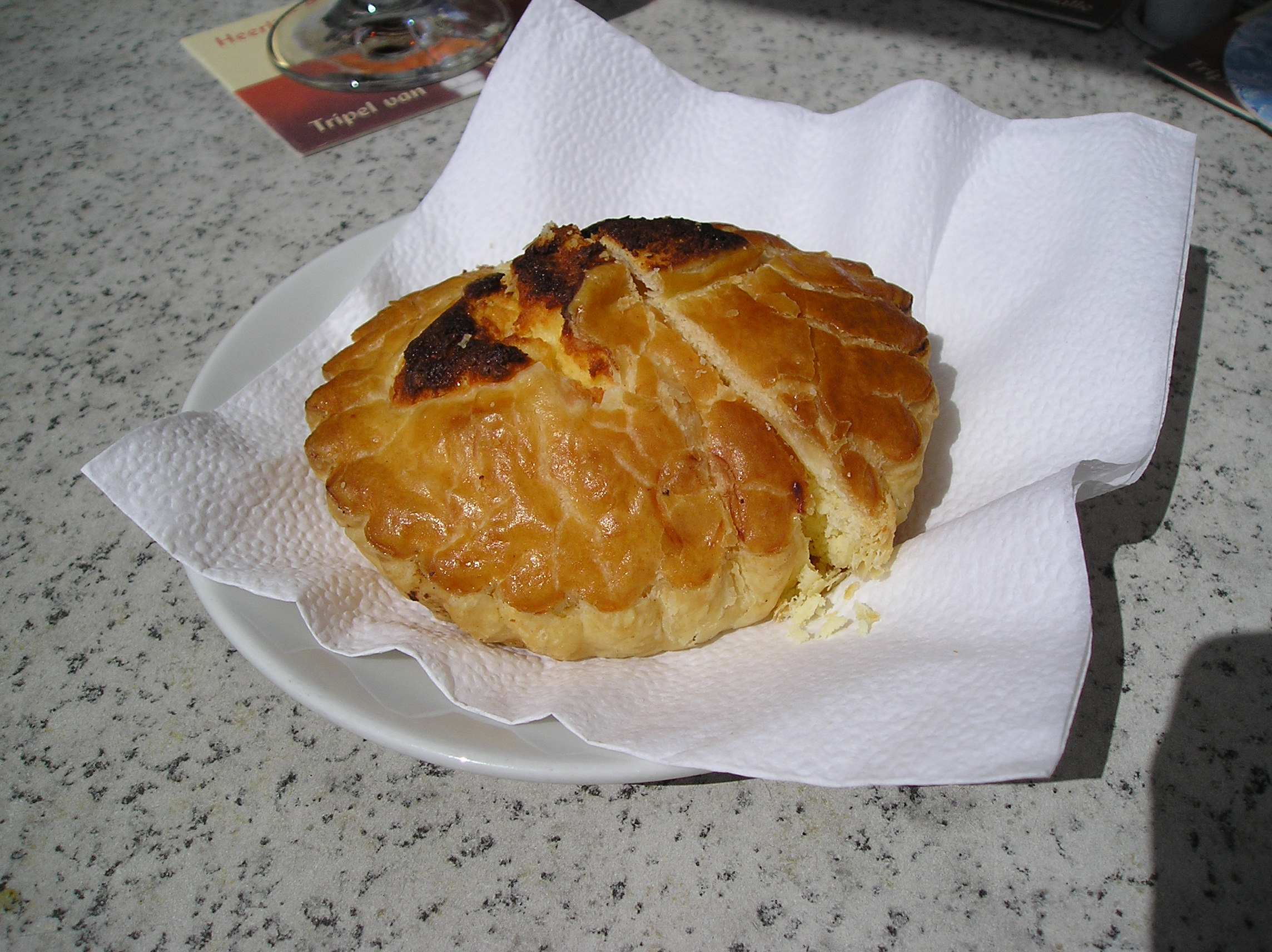
nl
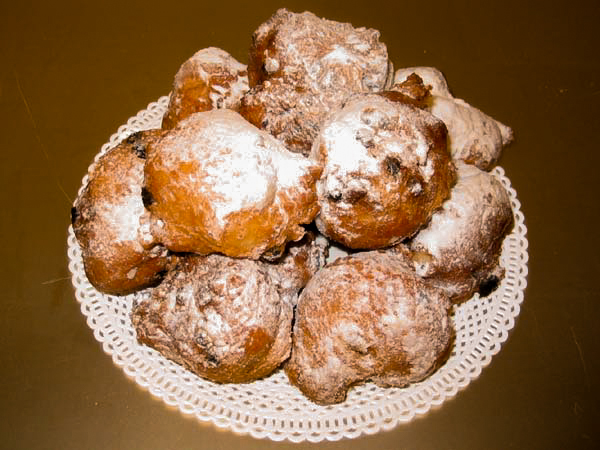
Smoutebollen
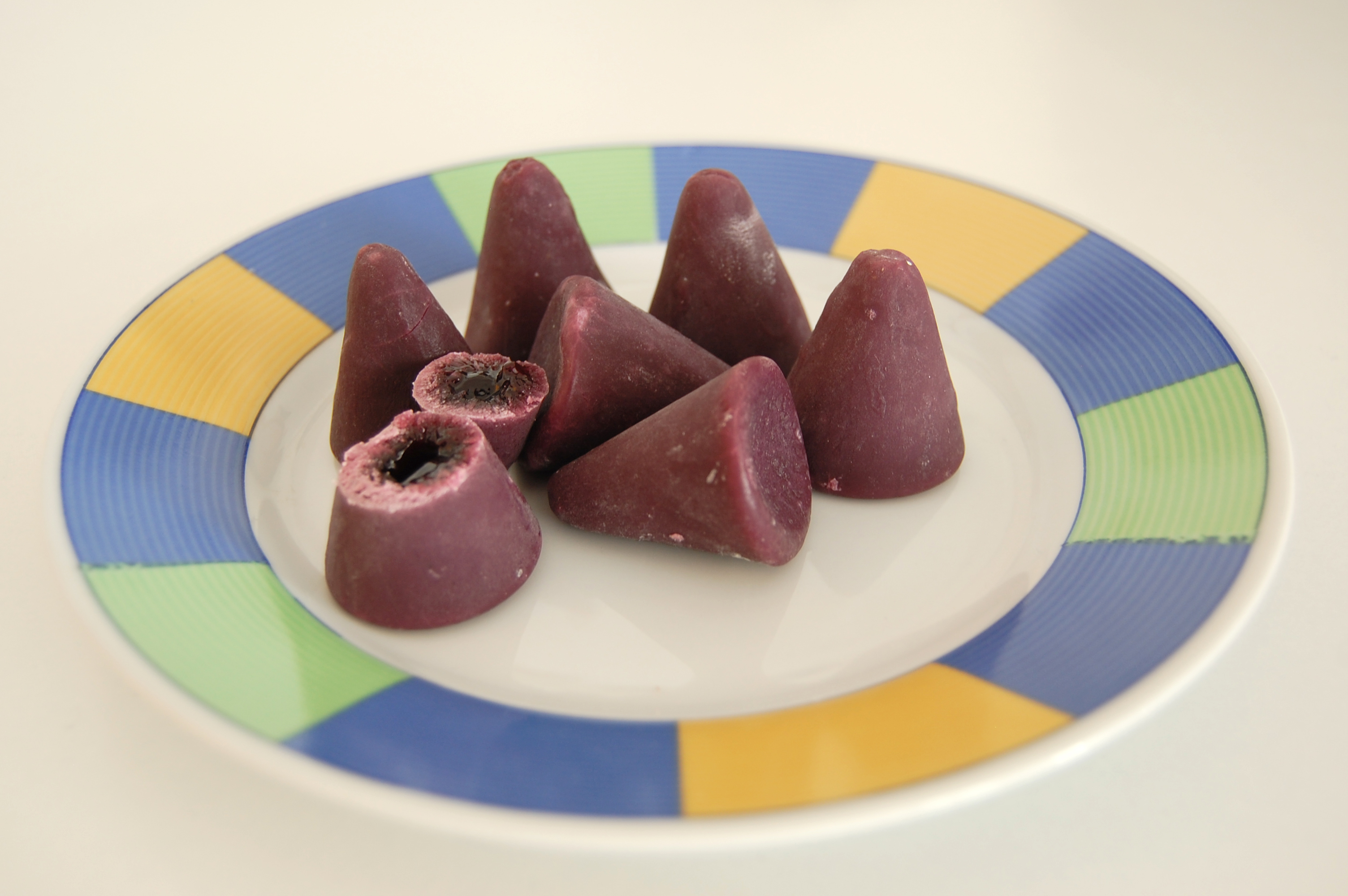
Doces cuberdon
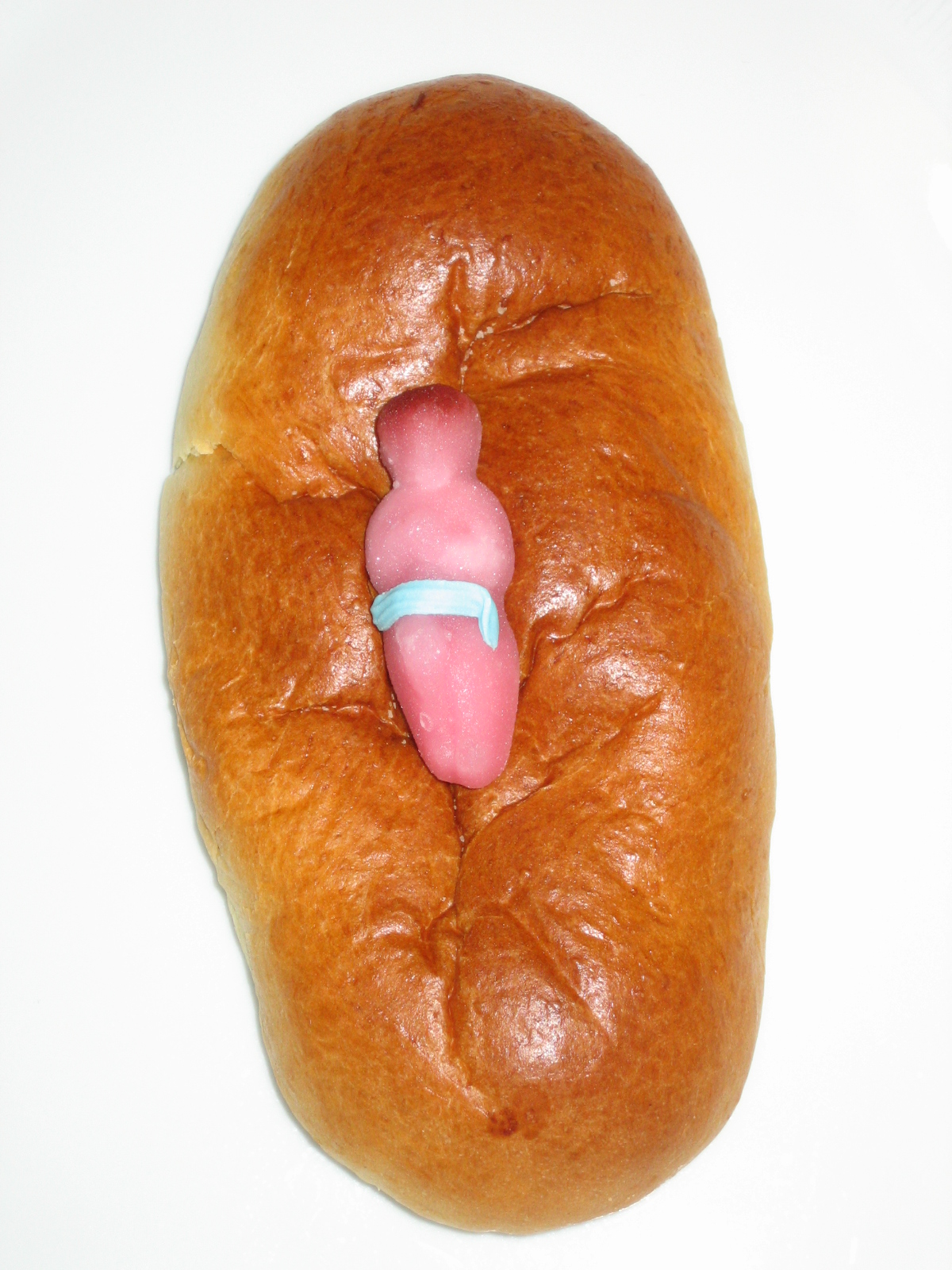
Um pão de natal cougnou
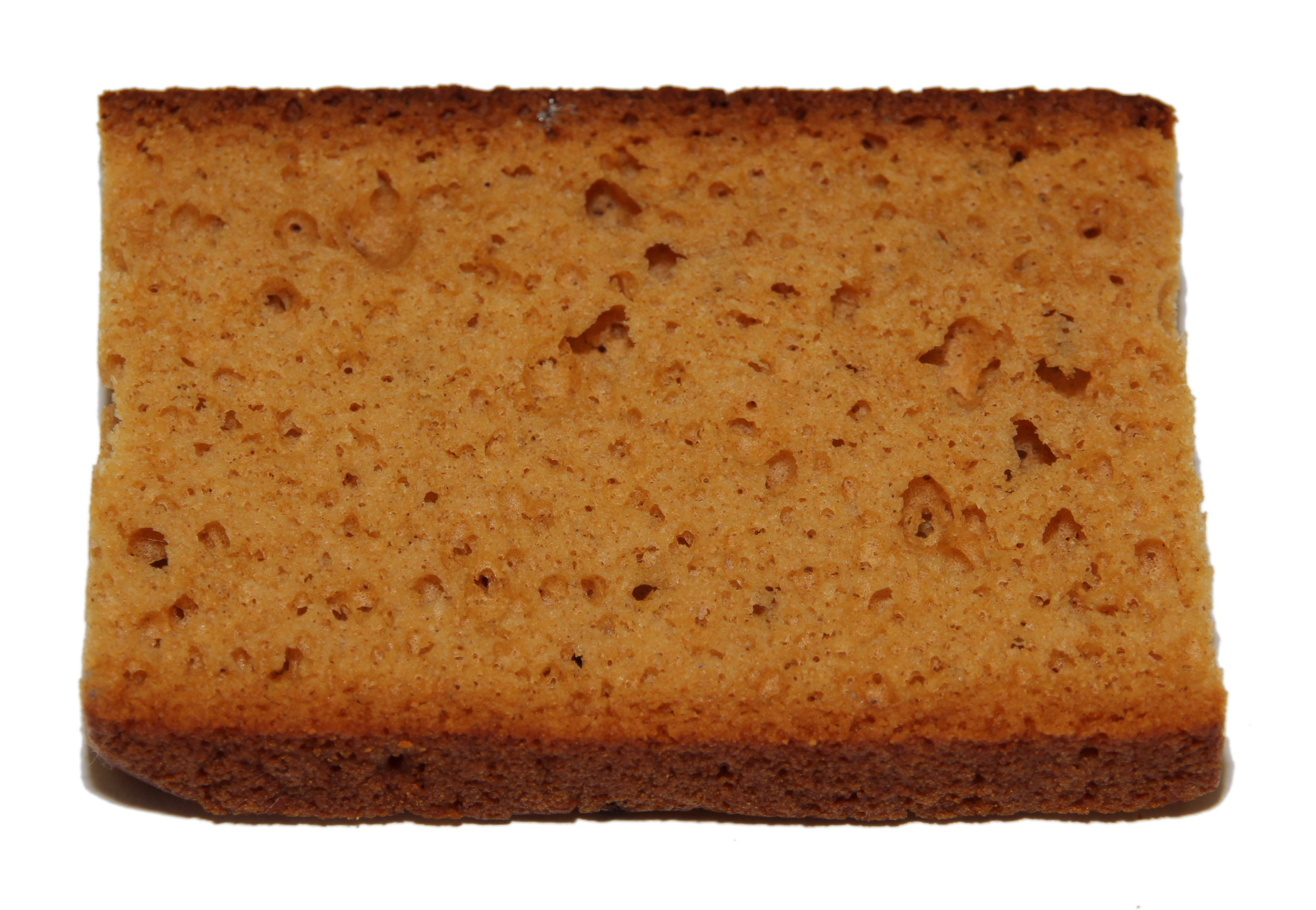
Pain d'épices / pão temperado ontbijtkoek
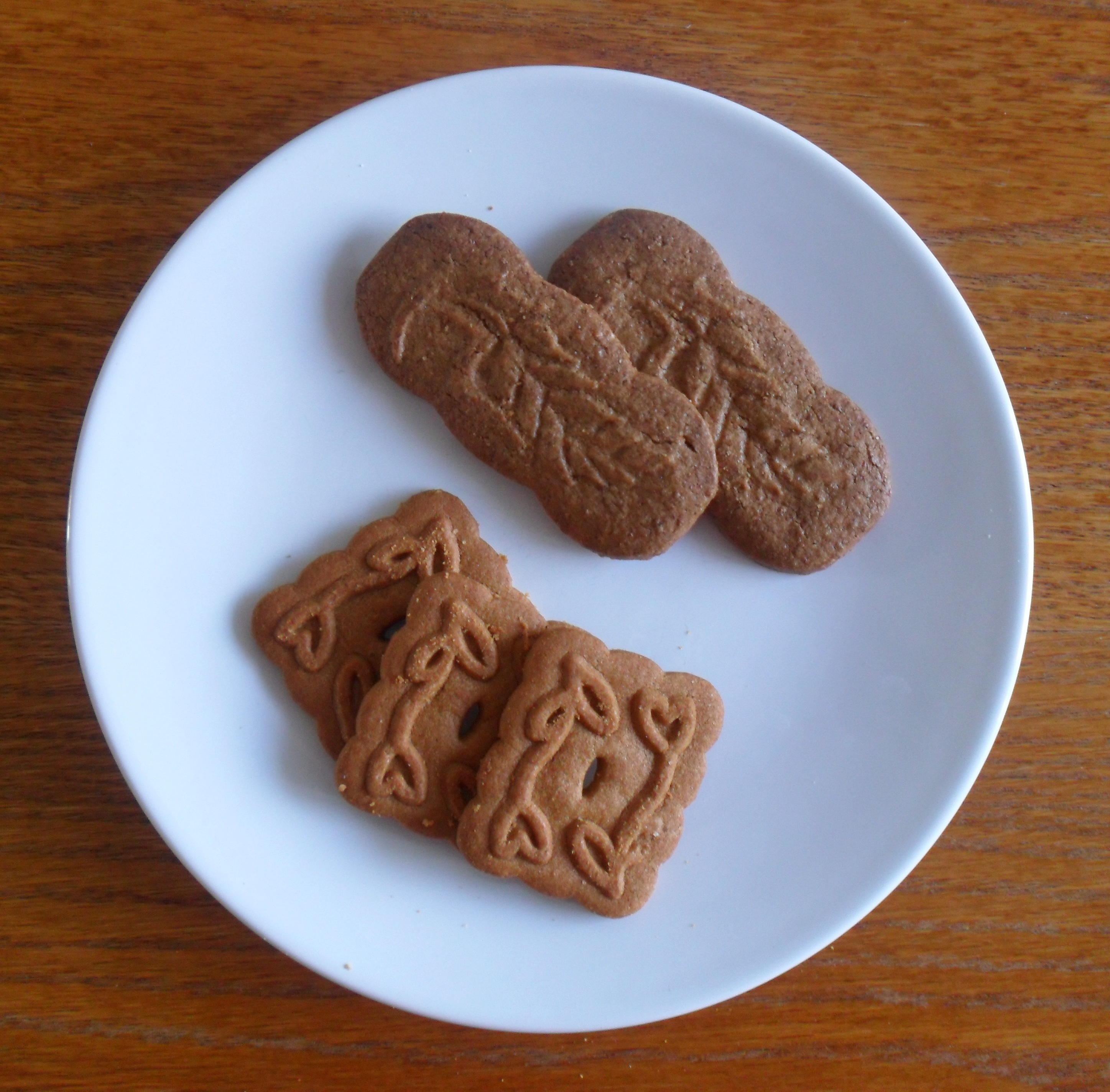
Cookies Speculoos
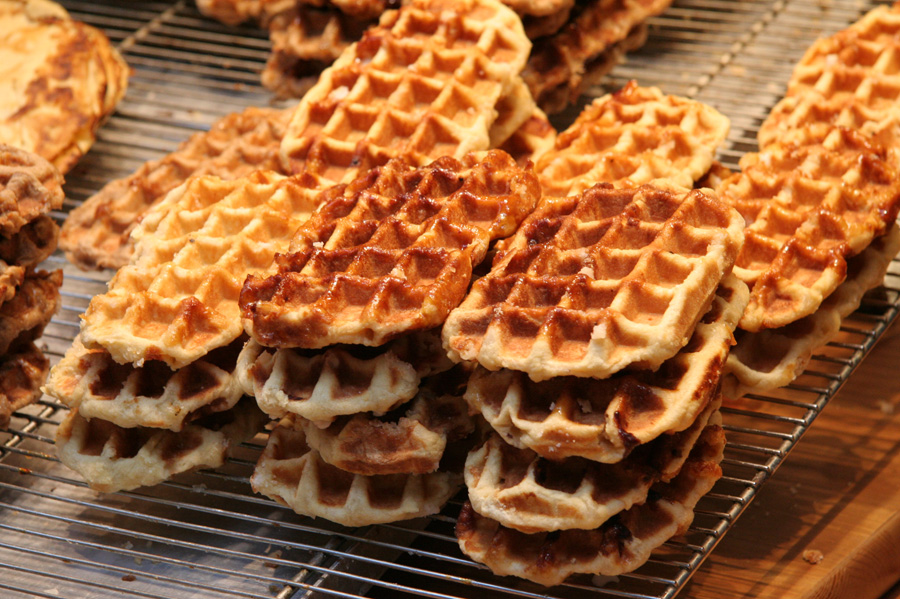
Waffles frescos de Liège
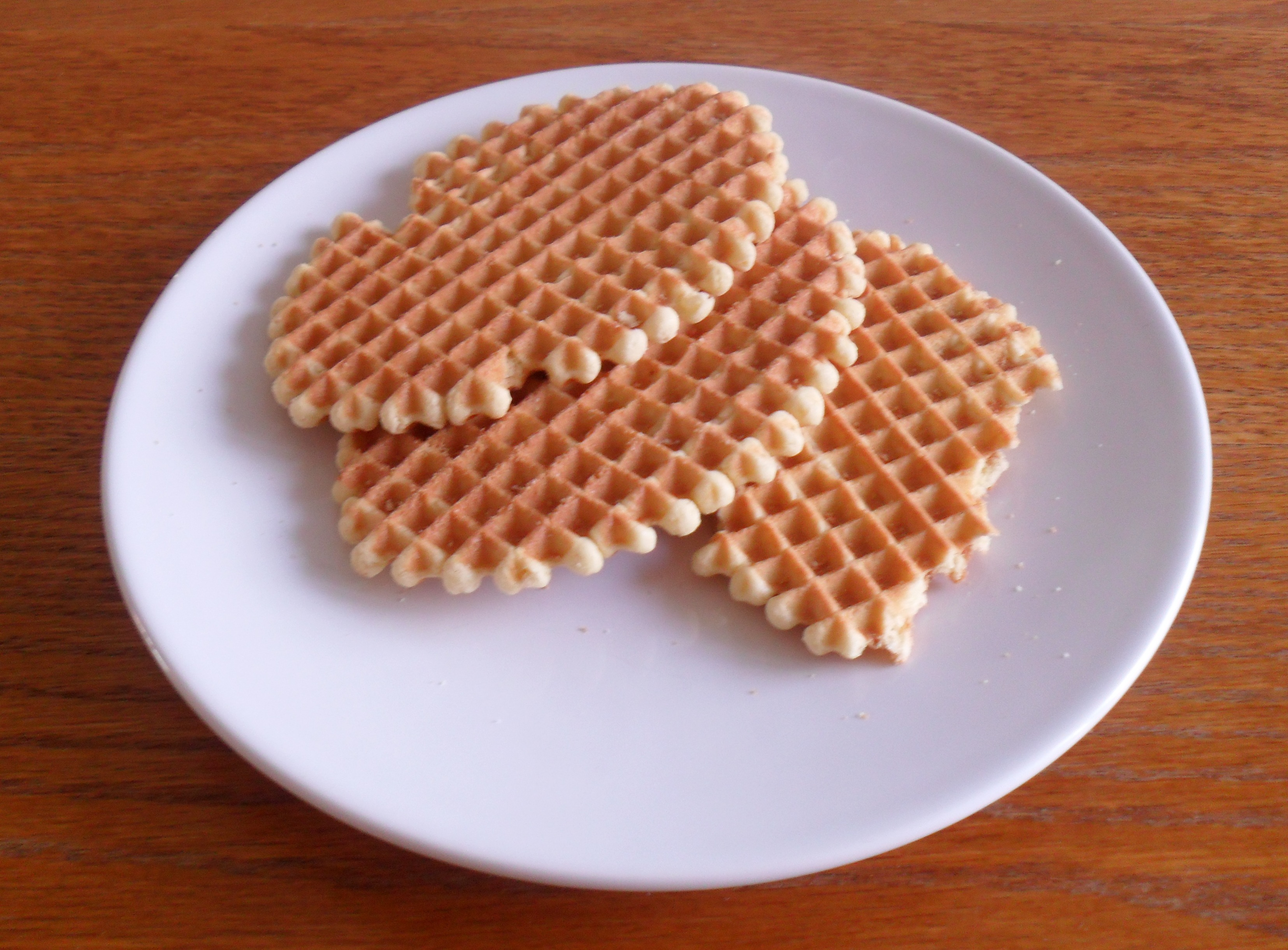
Galettes campinoises
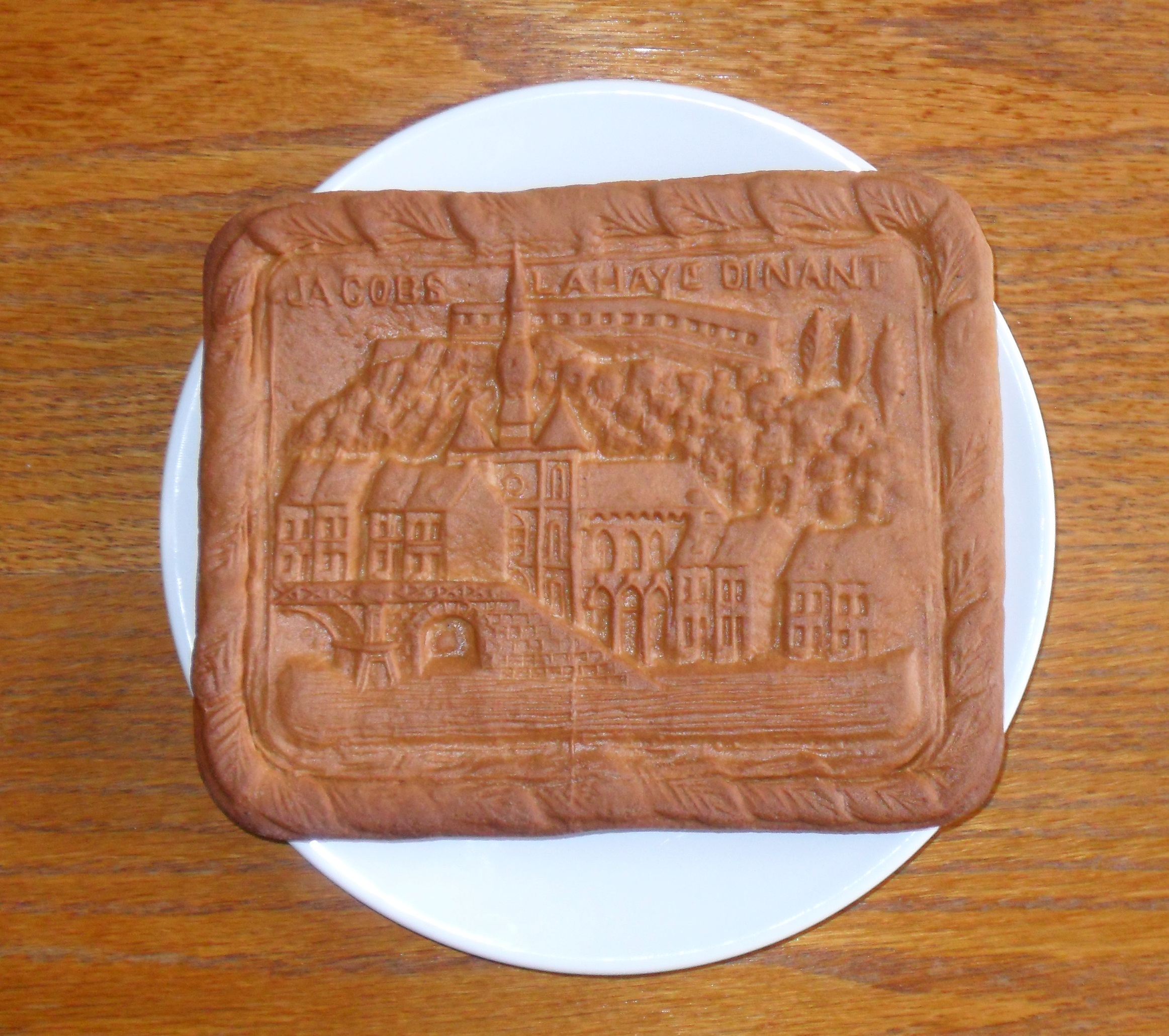
Biscoito Couque de Dinant